# 東日本大震災における放送関連の動き
東日本大震災における放送関連の動き（ひがしにほんだいしんさいにおけるほうそうかんれんのうごき）では、2011年（平成23年）3月11日に発生した東日本大震災における、日本国内のテレビ放送・ラジオ放送関連の動きをまとめる。

## 概説
2011年3月11日14時46分（JST）に東日本大震災が発生したことにより、直後から報道特別番組が編成されたのを皮切りに、テレビ番組の編成などにも過去に例がないほどの大きな影響が生じた。発生直後から3月14日未明まで、NHK・民放各局とも通常番組を休止し、60時間近くを震災報道に割いた。このうちNHKでは最大の報道態勢となり、発生から2週間で300時間以上にわたり報道した。
東北・関東地方では放送局自体も被害を受け、特に震度6クラスの揺れに襲われた宮城県・福島県の放送局では、怪我人が出たり床がずれたりするほどの大きな被害を受けた。また、開局からほとんど自然災害の直接的な影響がなかった東京都心のキー局も自らが震度5強の強震に襲われ、一部で被害も生じた。
震災報道、あるいは震災そのものの影響により、予定された番組の放送中止及び延期が各テレビ局で多数発生した。震災が発生した時期が番組改編期でもあったため、レギュラー番組の中断だけでなく、終了予定だった番組の終了の繰り上げ（打ち切り）や延期、新番組の放送開始の延期（あるいは放送中止）、さらには改編特番の放送中止や内容の大幅変更などが行われた。各テレビ局は報道特番と並行してこれらの対応に追われた。また、被害の大きかった3県（岩手・宮城・福島）のテレビ局では、全国ネットの通常番組が再開された後もしばらくの間、一部番組を震災関連の報道特番に差し替える対応をとった。
地震によって東北・関東地方を中心に大規模な停電が発生したため、停電した放送局の多くは自家発電によって放送を続けた。しかし、東北地方では電力の復旧が遅れたことから、自家発電機の燃料が尽きて停波する放送局が多数現れ、特に東北放送（TBCラジオ）や東日本放送では親局が一時停波に追い込まれた。
総務省は3月15日、同日午前10時時点での被災地域のテレビ・ラジオ放送設備に関して、親局はすべて稼動しているものの、一部の中継局が被災し、テレビ中継局63箇所（茨城23、宮城20、岩手16、山形2、福島2）とラジオ中継局2箇所（福島2）が停波中であることを公表した（現在は大津波で流失・完全使用不能となり、事実上廃局となった宮城県の1局を除いてすべて復旧している）。
また、震災によって地上デジタルテレビ放送の普及活動が停止しているほか、被災地域では難視聴地域の共同アンテナの損壊や流失が起きており、これに伴う措置として総務省は、7月24日に予定されていた地上デジタル放送への全面移行を、岩手、宮城、福島の3県については半年から1年延期する方向で調整を開始し、前述の3県や関東、長野で被災し、デジタル・アナログともに視聴できなくなった世帯や施設に対しては、地デジ難視対策衛星放送を視聴できるようにすることを決めた。その結果、岩手、宮城、福島3県の地上デジタル放送への全面移行は、2012年3月31日に延期された。
一方で各テレビ局とも、義援金をはじめ、被災地・被災者への様々な支援活動を行っている。
2012年以降、NHK・民放各局（テレビ東京を除く）は毎年3月11日の14時46分前後に震災特別番組（同日の報道・情報番組の通常放送枠内、あるいは別枠で放送されるものもあり）を放送している。2012年からは国立劇場で開催していた日本国政府主催の追悼式（新型コロナウイルスの感染拡大により中止となった2020年を除く）と被災地からの追悼式を同時に生中継で放送していたが、政府主催の式典が2021年をもって終了したことにより、2022年以降は被災地のみから生中継での放送となっている。

## 震災発生直前から震災発生直後の各放送局の動き
ここでは主に東京を中心とする在京局および関東・東北地方のラジオ局の例を挙げる。
地震の発生時間帯はNHKおよびNNN（日本テレビ系）以外、基本的にローカル編成時間帯であり、系列各局も含め独自編成を行っていたため、NHKおよび日本テレビ系列以外では、在京キー局が特番に入っても同時ネットしていない系列局が大半である。
つまり、在京キー局はあくまで自局の報道の準備が整ったところで切り替える（緊急割り込み）対応を取っていたため、系列局ではキー局から配信されるネットワークモニタを確認した後に遅れて切り替えたケースがほとんどである。また、地震速報のテロップもNHK以外は各放送局の任意送出となっており、在京局が出したテロップがそのまま全国ネットに乗っている訳ではない（NHKのローカル編成時間帯においても同様である）。

### テレビ
日本放送協会（NHK）
総合テレビでは、『国会中継 第177回国会・参議院決算委員会 平成21年度決算決議』の放送中で、参議院第一委員会室（東京都千代田区）からの中継内だった。14時46分50秒、自由民主党・岡田広議員の政府参考人への質問中に地震が発生し東北地方に緊急地震速報が発表され、緊急地震速報のテロップ（字幕スーパー）とチャイムが流れた。実況担当の佐藤龍文（NHKアナウンサー）が東北地方に緊急地震速報が発表された旨を伝え視聴者に強い揺れに警戒するよう呼び掛けた。その後、国会議事堂でも揺れが始まり佐藤アナが参議院第一委員会室内での揺れについて伝えていたところ、14時48分17秒、全波全中のチャイムと同時にNHK放送センター（東京都渋谷区）のニュースセンターに切り替わり、スタジオで待機していた伊藤健三（NHKエグゼクティブアナウンサー）が地震情報の第一報を伝えた（この時スタジオも大きく揺れており、渋谷区では震度5弱を記録）。その後大津波警報が発表されたことに伴い緊急警報放送を実施し、横尾泰輔（NHKアナウンサー）が津波情報の第一報を伝えた。尚、放送中断された国会審議は、震災対応を優先するために鶴保庸介決算委員長の判断により14時50分に休憩となり、そのまま再開される事なく散会した。
Eテレでは第1チャンネルで『NHK高校講座』、第2チャンネルで『きょうの健康』 を放送中に地震が発生。全波全中のチャイムとともに上記の総合テレビと同じ臨時ニュースに切り替わった。
各社の報道ヘリコプターが駐機されていた仙台空港では揺れにより格納庫の扉が破損し、ヘリコプター自体も接触で損傷し離陸できないまま津波の被害を受けた中、NHKと契約しているオールニッポンヘリコプターの機体は偶然整備のため外に出されていたことから被害を免れ、当番だったNHK福島放送局のカメラマンが搭乗し離陸、宮城県に襲来した津波の映像を中継している。この映像によりカメラマンの鉾井喬は日本新聞協会賞を受賞した。
日本テレビ
『情報ライブ ミヤネ屋・第1部』の生放送中に地震が発生。そのため民放系列では一番早く、また（民放系列）唯一の全国ネットで第一報を伝えた。
『ミヤネ屋』は読売テレビ（大阪府大阪市中央区）制作のため、発震直後は出演者やスタッフは地震や緊急地震速報に気づいていなかった。東京に揺れが到達した頃、東京都庁（新宿区）からの中継で中山正敏リポーターが揺れの発生を伝えた。
しかし、地震発生時点で第1部の終盤にさしかかっており、契約上第1部終了の14時55分までに残りのCMをすべて消化する必要があったことから、20秒ほどでCMに入り、更にスポンサー表示を挟む形となってCMが長引いたため、詳しい情報を伝えるのが遅くなってしまった。第2部冒頭では港区汐留（震度5弱）の日本テレビ報道フロアからニュースを伝える予定であったことから、スポンサー表示の間にも、本社屋上の情報カメラが撮影した新橋駅前SL広場周辺の映像で、すでにS波が伝わっており、激しく揺れている様子が流れるとともに、ニュース担当の豊田順子（日本テレビアナウンサー）の揺れ中尉のアナウンスが流れる。CM明けとともに第2部が始まり、豊田アナが揺れが続く報道フロアで地震情報と津波情報の第一報を伝える。また大阪の読売テレビのスタジオでも揺れが始まり司会の宮根誠司がその旨を伝えた。第2部開始2分後の14時57分に番組は打ち切りとし、『NNN緊急特番 「東北関東大震災関連」』にそのまま移行した。
地震についてのテロップは、14時48分30秒。ジングルの途中で出たため、CMに入ってすぐに消えた（このテロップについては関東地方のみ〈日テレNEWS24では全国〉に送出。ただしこれは「ただいま、東京地方で地震とみられる揺れを感じました」という「地震情報」と呼ぶべき内容で、気象庁発表の震度などに関するものではなかった。ほぼ同時に出したTBSでは震度6強の第1報を伝える「震度速報」であった）。
テレビ朝日
『劇的空間・おみやさん』（再放送）を放送中に地震が発生。14時49分1秒に地震速報のテロップを送出（関東地方のみ）し、同番組末尾の『砂の器』の番宣放送途中で大津波警報が発表されたことに伴い緊急警報放送を実施し、『ANN緊急報道特番 「東北地方太平洋沖地震関連」』に移行して東京六本木のテレビ朝日のニュースルームから下平さやか（テレビ朝日アナウンサー）が津波情報の第一報を伝えた。
TBSテレビ
『3年B組金八先生』（再放送）を放送中に地震が発生。日本テレビとほぼ同じ時間で地震速報のテロップを送出（関東地方のみ）。日本テレビは「地震情報」（上記参照）だったが、TBSは「震度速報」であったため、地震本体の情報としては在京民放で最初に伝えている。その後、日本テレビがCMから明けるおよそ5秒前に東京赤坂のTBSテレビの報道フロアに切り替わり蓮見孝之（TBSアナウンサー）が地震情報と津波情報の第一報を伝えた。
また、津波警報を地上波民放で最初に伝えており、テレビ放送としてはSOLiVE24（下記）とNHKの後に続いた。
テレビ東京
『スペシャル!傑作選』（『土曜スペシャル』の再放送）を放送中に地震が発生。14時49分17秒に地震速報テロップを送出（関東地方のみ）。その後、大津波警報発表に伴い緊急警報放送を実施し、東京・虎ノ門のテレビ東京の報道スタジオからテレビ東京の大浜平太郎キャスターが津波情報の第一報を伝えた。
フジテレビ
『韓流α・タルジャの春』を放送中に地震が発生。報道の初動対応が遅れた事による事故やトラブルが連続した。
具体的には地震速報テロップが送出されず、東京お台場のフジテレビのV9（報道）スタジオに切り替わったものの、V9スタジオの副調整室が完全に立ち上がっておらず、準備中の様子（無人のV9スタジオや新宿情報カメラ、震度地図などの映像）が数秒間連続して放送された。
一旦通常番組に戻した後、準備が整ったところで改めて、『FNN緊急報道特番 「東北関東大震災関連」』に移行して報道センター内のセンターテーブルから境鶴丸（当時フジテレビアナウンサー）が地震情報の第一報を伝えた。
SOLiVE24（ウェザーニューズ）
『SOLiVE コーヒータイム』を放送中に予報センター（千葉市美浜区）から宇野沢達也（気象予報士）による天気解説中に地震が発生。震度情報の画面を取り切ったまま、解説していた宇野沢が続けて地震情報と津波情報の第一報を伝え、そのまま地震津波関連情報へ移行した。

### ラジオ
NHKラジオ第1放送
総合テレビ同様、『国会中継（第177回国会・参議院決算委員会 平成21年度決算決議）』を放送中に地震が発生。総合テレビと同時放送だったため、テレビ音声によるニュースがそのままラジオでも放送された。
TBSラジオ
『小島慶子 キラ☆キラ』を放送中に地震が発生。事前録音番組「日本列島ほっと通信」（内包番組）を放送していたため、この番組のエンディング音楽が流れている最中に番組パーソナリティの小島慶子がスタジオが揺れている旨を伝えリスナーに強い揺れに警戒するように呼び掛けた。その後ニュースデスクの今村稔が地震情報と津波情報の第一報を伝えた。
文化放送
『大竹まこと ゴールデンラジオ』を放送中にパーソナリティの大竹まことと室井佑月のトーク中に地震が発生。太田英明（文化放送アナウンサー）がスタジオが揺れている旨を伝えリスナーに強い揺れに警戒するように呼び掛けた。その後報道部に切り替えて地震情報と津波情報の第一報を伝えた。
ニッポン放送
『上柳昌彦 ごごばん!』を放送中、外部と電話を繋いでのトーク中に地震が発生。番組パーソナリティーで上柳昌彦（ニッポン放送アナウンサー。同局防災パーソナリティの一人）がスタジオが揺れている旨を伝えリスナーに強い揺れに警戒するように呼び掛けた。その後報道部の宮崎裕子記者が地震情報と津波情報の第一報を伝えた。
　ニッポン放送の放送事例はニッポン放送番組一覧#実際の運用例に詳しい。
東北放送
『ロジャー大葉のラジオな気分』を放送中に地震が発生したが、録音番組「ミュージックスクランブル」（ニッポン放送裏送り制作）放送中で即座に対応できず。
その後、テレビとの同時放送（報道センターテレビスタジオから東北放送の大久保悠〈東北放送アナウンサー〉が伝えたTBCテレビの宮城県内向け臨時ニュース）に切り替わり、そのままラジオでも放送した。
ラジオ福島
『かっとびワイド〜けんじとかおりのふれんどらじお〜』で酒造会社のインフォマーシャルを生放送中に地震が発生。番組パーソナリティでラジオ福島の深野健司アナウンサーがスタジオが揺れている旨を伝えリスナーに強い揺れに警戒するように呼び掛けた。その後深野アナ、菅原美智子（ラジオ福島アナウンサー）が地震情報と津波情報の第一報を伝えた。
茨城放送
『サンシャイン・カフェ Siesta』を放送中に、楽曲を放送し始めた直後に地震が発生。音楽を中断して番組パーソナリティで茨城放送の渡辺美奈子（茨城放送アナウンサー）がスタジオが揺れている旨を伝えリスナーに強い揺れに警戒するように呼び掛けた。その後改めて地震情報と津波情報の第一報を伝えた。
NACK5
『FUNKY FRIDAY』を放送中、リスナーに電話を繋いでトークしていた際に地震が発生。番組パーソナリティの小林克也がリスナーに電話を切らせ、小林が東京・銀座のサテライトスタジオが揺れている旨を伝え、その後大宮本社のニュースセンターに切り替えて地震情報と津波情報の第一報を伝えた。

### まとめ
以下は、地震発生時の在京局のまとめである。
| 放送局                     | 地震発生時に 放送中だった番組                                                  | 地震速報（第一報）を 出した時間と内容 | 震度速報を 出した時間   | 地震情報に 切り替えた時間 |
| -------------------------- | ------------------------------------------------------------------------------ | ------------------------------------- | ----------------------- | ------------------------- |
| NHK総合                    | 国会中継 第177回国会・参議院決算委員会 平成21年度決算決議                      | 14時46分54秒 緊急地震速報             | 14時47分30秒            | 14時48分17秒 全中発動     |
| NHKEテレ （メイン・021ch） | NHK高校講座 情報A「メディアを学ぼう」（2）                                     | 14時46分54秒 緊急地震速報             | 14時47分30秒            | 14時48分17秒 全中発動     |
| NHKEテレ （サブ・023ch）   | きょうの健康 1万人調査からわかった生活習慣病予防 「生活改善 失敗しないために」 | 14時46分54秒 緊急地震速報             | 14時47分30秒            | 14時48分17秒 全中発動     |
| 日本テレビ                 | 情報ライブ ミヤネ屋・第1部                                                     | 14時48分30秒 地震情報                 | 14時50分20秒            | 14時51分10秒              |
| テレビ朝日                 | 劇的空間 おみやさん 第6シーズン第9話 「京都殺人交差点…引き裂かれた母と息子」   | 14時49分01秒 震度速報                 | 14時49分01秒            | 14時51分34秒              |
| TBSテレビ                  | 3年B組金八先生 第1シリーズ第5話 「十五歳の母 その2」                           | 14時48分30秒 震度速報                 | 14時48分30秒            | 14時51分05秒              |
| テレビ東京                 | スペシャル!傑作選 一万円で大満足!大人の休日                                    | 14時49分17秒 震度速報                 | 14時49分17秒            | 14時54分06秒              |
| フジテレビ                 | 韓流α タルジャの春 第11話                                                      | トラブルにより 送出せず               | トラブルにより 送出せず | 14時50分28秒              |

なお、次の論文には、地震発生後の放送内容の一覧がある。
NHK放送文化研究部メディア研究所 番組研究グループ(2011)『東日本大震災発生時・テレビは何を伝えたか』 放送研究と調査, 2011年5月号

## 震災発生直後からの各方面の動き

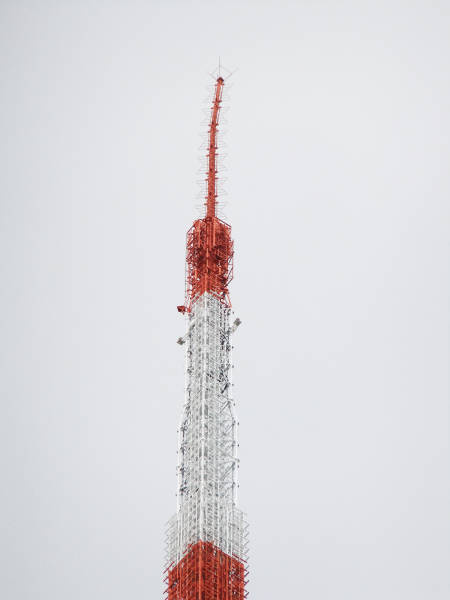
地震動により先端が振られて曲がった東京タワーのアナログ放送専用アンテナ（2011年3月11日）

### 各局の対応の概要
NHKと在京の民放テレビ・ラジオ各局は、地震発生直後に臨時ニュースを順次編成。その後は3月13日夜まで、ほぼ報道特別番組を中心とした特別編成を組んだ。レギュラーの報道番組も番組としての枠を外し、通常枠に近い時間帯の特別番組をキャスターやスタッフが担当して伝えるといった体裁が取られた。
またテレビと違い、独自制作の番組が元々多い被災地のラジオ局（東北放送ラジオ、茨城放送など）では、それぞれ自社制作による報道特別番組をメインにしながら、部分的に東京キー局からの放送を挟み入れる形式が採られた。
- NHKおよび民放各局は15時以降地震に関する報道特別番組（以下「報道特番」、本節において全て同じ）を放送し、テレビ東京系列 （TXN） 各局が12日23:55まで、テレビ朝日系列（ANN）各局が14日16:53まで、ANN、TXN以外の局では14日早朝まで通常番組を原則休止した[16][17][18][19][20]。この間TXNを含めた民放各局はCMを一切入れずに臨時報道特番を放送し[21]、NHKでは地上波とBSのテレビ5波・ラジオ3波の全てを地震に関する報道にあてた[16]。臨時災害放送局が3月16日までに既存コミュニティ放送局の機材を利用するなどして、5つの自治体で放送を開始している[22]。
- NHKのテレビ放送では上記の通り、「国会中継 第177回国会・参議院決算委員会 平成21年度決算決議」を放送中だったが、これを打ち切り、14時48分17秒から[23] 地上波・衛星放送のテレビ5波・ラジオ3波で地震・津波関連のニュースを開始。（八波全中）総合テレビ・BS1・BS2・BShi・NHKワールド・プレミアム（日本国外向け放送）が震災報道を放送し[16]、教育テレビが震災報道または安否情報・手話ニュースを放送した[16]。総合テレビでは一部時間帯で各地のニュースや気象情報を間に入れた。BS1では生活情報などの情報も放送した。BS2・BShiおよびNHKワールド・プレミアムでは関東ローカルをそのまま放送した[24]。なおこの参院決算委員会は災害時の非常事態による「暫時休憩」として、地震発生後の14時50分を持って打ち切られた。通常、臨時ニュースや放送時間延長オプション（通常午前11:54と午後6:00）の所定時間終了による打ち切りで放送されなかった箇所の中継は、翌日未明に行われるか、他のチャンネル（総合テレビ→教育テレビ、ラジオ第1→FM）に迂回するかになるが、「八波全中」による震災報道に切り替えたため、残りの箇所は放送されずにそのまま放送終了（中継打ち切り）となった。
- NHKワールド・プレミアムでは発生以降、3月19日明け方までは通常のスクランブル配信を全面中止し、終日ノンスクランブル放送となった。3月19日明け方からスクランブル配信を再開したものの、4月10日までは通常のノンスクランブル放送番組に限らず、総合テレビ・BS1のほとんどのニュース番組と震災関連の一部番組もノンスクランブル放送となった。
- 地上波テレビ放送キー局では地震発生から3日経過した14日から臨時報道特番の構成が緩和し、一部の情報番組とニュース番組のレギュラー番組が再開されたが、放送時間を拡大した特別版と緊急報道特番を組み合わせた構成の番組が主に放送され、ドラマ・アニメ・バラエティ・映画といったレギュラー番組の大多数が放送中止・繰り下げを継続していた[25] が、15日未明から順次バラエティ・ドラマ・映画などのレギュラー番組も再開した[26]。
- 新潟県内にある2つの放送局では隣県である福島県からの避難者向けに情報番組の放送を行っていた[27][28]。
  - 新潟テレビ21 (UX) では系列局である福島放送の協力を得て、3月22日から4月29日まで『ふくしまスーパーJチャンネル』の録画放送を本放送終了から早朝にかけて行っていた[27][29]。
  - 新潟総合テレビ (NST) では平日夕方16時45分から『福島テレビニュース』の番組名でダイジェスト放送を3月30日から4月8日まで行った（『NSTスーパーニュース』3月31日放送分より）[28]。
- CSニュース専門チャンネルではTBSニュースバードは3月12日0時から3月19日4時までスカパー!・スカパー!HD・スカパー!e2を無料放送とした[30]。朝日ニュースターも同様に3月14日4時までスカパー!・スカパー!e2で無料放送を実施し、その後も緊急報道特番などの一部の番組については同様に無料放送を実施した。さらに日テレNEWS24も3月14日20時から4月1日4時まで、スカパー!・スカパー!e2を無料放送とした。その他、天気情報・交通情報を放送するACCESSは4月1日4時まで、天気情報を放送するe-天気.netは3月18日18時から3月27日18時まで、それぞれスカパー!を無料放送とした。ショップチャンネルやQVC等のテレビショッピングのチャンネルも本社やスタジオ自体が激震に見舞われ、放送を中止。直後には字幕放送で地震情報を伝えた。その後、ショップチャンネルは3月18日、QVCは3月23日に放送を再開している。

日本国外でも地元メディアが地震関連のニュースを大々的に報じている。特にアメリカのABCテレビでは「Disaster in the Pacific」、NBCでは「Disaster in Japan」という特集を組んだ。
- NHKのラジオ放送では、ラジオ第1とNHKワールド・ラジオ日本（日本国外向け放送）は震災報道[16]、ラジオ第2は外国語による震災報道を行った[16]。ラジオ第1は、インターネット上でのライブストリーミング放送も行っていた[21]。
- 民放ラジオでは、在京5局で史上初のラジオ災害情報交差点の放送が行われ、震災当日の18時台から翌日8時台まで毎時15分から約10分間『ラジオライフラインネットワーク』としてライフライン情報を伝えた[33] のを始め、3月13日17時からインターネットサイマル配信サービス「radiko」のエリア制限を緊急対応として解除し、全国で関東・関西地区の民放13局が聴取可能（3月25日10時以降は、この日から実用化試験配信を開始した中京地区の6局も聴取可能になり、計19局に）となった[34][35]。この緊急対応は、関西・中京地区の12局が3月31日で、関東地区の7局も4月11日で終了した[36]。4月28日からは「radiko.jp復興支援プロジェクト」として、特設サイト・スマートフォンアプリでIBC岩手放送・TBC東北放送・rfcラジオ福島、FM IWATE・Date FM・ふくしまFMの放送を2012年3月31日まで全国向けに配信[33]。民放AM放送局では、茨城県の茨城放送が同日10時からUSTREAMでサイマル配信を行い[37]、宮城県の東北放送では、3月15日からUstreamで、翌16日からはニコニコ動画（ニコニコ生放送）で、それぞれサイマル配信を3月21日まで実施した[38]。TBSラジオではradikoと並行して独自のインターネット中継（サイマル配信、音楽・CM等の権利関連部分や一部番組を除く）を行っている[39]。短波放送のラジオNIKKEIは、同年3月15日から福島県の民放AM局、ラジオ福島の放送を30分から2時間、第1放送とradikoで全国向けに放送する『rfcラジオ福島発〜がんばろう福島 がんばろう東北 がんばろう日本』を開始している[40]。KDDIはauの携帯電話向けFM放送配信サービスLISMO WAVEの設備を活用し、東北6県と関東地方の一部 (TOKYO FM・bayfm・InterFM) の民放FM局をパソコンやスマートフォンで無料聴取できる「東北地方太平洋沖地震支援サイト」を4月30日まで開設していた[41]。
- JFN系列では震災直後に東北ブロック向けのバックアップ用音声回線と、各局間の業務連絡に使用されているデータ通信用Bフレッツ回線が不通となり、復旧までバックアップの音声回線はISDN回線に切り替えて運用。また東北地方のFM青森・FM岩手・Date fm・AFM・Rhythm Station・ふくしまFMの局舎では停電し、一部の中継局では停電・鉄塔の破損で停波。電話・インターネット回線も一部で不通となったため、携帯電話やモバイル通信機器・ウェブメール等を使って業務連絡・取材を続けた。またTOKYO FMとFM岩手は、釜石災害FM開設のために各種支援を行い、新日鐵釜石製鐵所に釜石災害FMの送信アンテナを設置、総務省の許可を得て中継用無線機とTOKYO FMに割り当てられているの400MHz帯の中継用周波数を貸し出した。[33]
- 岩手県、秋田県、宮城県、福島県、茨城県では、自治体が臨時災害放送局を開設し[42]、既存のコミュニティ放送局も出力を増力して対応している。また福島県南相馬市では、いわゆる「電波のホワイトスペース」を活用した実験試験局として南相馬チャンネルが7月20日より放送を開始し、2013年2月21日からは地上一般放送局としての恒久的な放送に移行した。

一方で、インフラの破断、建造物の倒壊、津波、液状化現象などが相次いだ茨城県と千葉県では、両県の被災状況が十分に報道されないことが問題となっていた。関東キー局から発信された全国向け報道や、バラエティ番組などでの被災地支援企画の対象がいわゆる「東北3県」（福島県・宮城県・岩手県）に限定される傾向があり、関東キー局のもう1つの役割である「関東ローカル局」として役割を果たせていない・配慮不足との指摘もある。
- 千葉県では被災状況、復旧情報、利用可能な給水施設などの情報が県域独立局である千葉テレビ放送で随時放送されたが、茨城県ではNHK水戸放送局による県単位のローカル放送（総合テレビ、FM放送）や地元ラジオ局（茨城放送など）でしか把握できない状況となった（茨城県は関東広域圏1都6県に含まれるため、民放キー全5局の放送対象地域ではあるも、全国47都道府県で唯一、県域局がNHK以外に存在しない）。
- 茨城・千葉両県の報道が少ないことが原因となり、地震直後の計画停電の対象エリアに液状化現象の被災地であるはずの茨城県潮来市や千葉県浦安市・津波の被災地であるはずの茨城県東茨城郡大洗町や千葉県旭市などが含まれる、茨城県や千葉県への支援物資輸送が東北3県に比べ軽視されるなど[44][45][46]、影響は広範囲に及んでいる。計画停電の問題では、橋本昌茨城県知事（当時）が政府及び東京電力に抗議文を送る事態にまで発展している[47]。

### 被災と対応の動き
- 3月11日
  - NHKでは緊急地震速報発表直後から、民放各局では発生直後より放送予定番組をほぼ休止し、報道特別番組に差し替えて対応した[48]。テレビ東京系では12日23:55まで、テレビ朝日系では14日16:53まで、他の民放3系列の各局では早いところでも14日4:00までいずれもCMなし、早いところでも15日1:10まで一部CMをACジャパンの公共広告に差し替えて放送した。
  - 災害対応のため、各局共番組内にL画面で最新情報を表示。アナログ放送では4:3サイズにL画面を表示し、枠内にレターボックス映像を入れる措置。通常編成復帰後も一部時間帯を除きL画面で対応。また、デジタル放送のデータ放送では一部番組で実施している連動データ放送を休止した（以降段階的に再開）。
  - 午後3時過ぎから、広島県に住む学生がNHKの報道特別番組をUstreamにて無許可で配信。本来であればこの行為は著作権法違反となり、罰せられる行為であるが、NHKの広報が独断でTwitter上でその配信のURLを拡散[49]。午後6時になると、NHKはその少年による配信を許諾し、午後9時頃からは NHK自身によるUstreamでの公式配信を開始した。それに前後して、民放も停電などでテレビを視聴できない視聴者への配慮から、報道特別番組をインターネット動画サービス（Ustream、ニコニコ動画、YouTubeなど）に同時配信した[50][51]。
  - あまり報道特番を行わない独立局（前述の千葉テレビ放送など）も、関東地方の放送局を中心に発生直後から随時編成を開始。地域に密着した情報を伝えた。12日未明以降、順次通常放送に復帰している（L画面で災害情報を表示。通常テレビショッピングや再放送を行う枠などで、計画停電や給水所などの情報を伝える報道特番を放送。）。また、東北地方に系列局のないテレビ東京系も報道特別番組を放送したが、12日深夜より一部通常番組の放送を再開している（随時報道特番、L画面で災害情報を表示）[52]。BSデジタル各局は14日より段階的に通常放送に復帰（随時報道特番を編成）。また、テレビ東京系以外の民放各局も15日未明から段階的に通常放送を再開（随時報道特番を編成、L画面で災害情報を表示）[53][54]。
  - 東京タワーにおいて、アナログ放送の専用アンテナに不具合が発生し、映像の乱れを救済するため、電波の出力を落として放送（減力放送[55]、後日修理済み）。
  - 大きな被害を免れた中・西日本地域でも、東京発の報道特別番組が放送された。しかし、これらの地域でも津波の恐れがあったにも関わらず[注 7]、13日夜までほとんどのテレビ局ではローカル枠がなくなり、地域によって一時的な情報過疎に陥った。こうした地域放送の役割は、都道府県域のラジオ局やコミュニティFMが事実上代行した。これにより、被災しなかった地域でも緊急時におけるラジオの重要性が改めて認識される契機ともなった。
- 3月14日 - 19日
  - NHKは輪番停電（計画停電）実施に伴い、5年間の取り組みの延長線上として節電に協力するため、15日から5日連続で、NHK教育と非常措置としてこれをサイマル放送しているBS2[注 8] ついて午前0時から5時間放送を休止し、教育テレビについてはアナログのみならずデジタルの送信機も全国で電源を落とす措置を実施する事を決めた。また18日までは状況を見つつ特別編成を実施していたが、教育・BS2共に19日より通常編成に復帰（BS2は終夜放送を再開）。
  - なお、教育テレビは震災報道と並行する形で、視聴者確保の観点から午前7-8時台と午後4-5時台の児童向けの番組については3月14日より通常通りの放送に戻したが、それ以外の教育・教養番組は引き続き18日まで休止し19日から再開した。
- 3月15日
  - NHKが、震災被災者が災害・安否情報を確認できるよう、避難所にテレビを設置する事を発表[56]。
  - 同じくして、NHKワールドTVの番組を日本国内のケーブルテレビ局に提供開始した事も発表。日本国内在住の外国人への配慮から、当面はケーブルテレビ各局からの申し出により、正式契約しなくても番組提供に応じる方向[57]。
- 3月17日
  - 日本民間放送連盟(NAB)会長の広瀬道貞（テレビ朝日顧問）は会見で、震災被災地における地上デジタル完全移行について、予定通り7月24日の実施を目指す事を明言。また、被災地への地デジ対応テレビの配布を日本政府に求めていく意向も表明[58]。
- 3月17日 - 31日
  - 放送大学学園が、計画停電に伴う節電に協力するためテレビ・ラジオ共7:30開始・21:30終了と1日の放送時間を大幅に短縮。21時30分から翌7時30分まで10時間の放送休止の措置を実施。
  - 電子情報技術産業協会(JEITA)が被災地にテレビ750台、UHFアンテナ400本、BSアンテナ100台を送る事を発表。JEITAが会員企業に提供を依頼し、各社の賛同を得ている[59]。
- 3月19日 - NHK総合テレビ・教育テレビ・BS1・BS2が段階的に通常編成に復帰（随時、震災報道番組を編成）。
- 3月24日 - 日経ラジオ社の「ラジオNIKKEI」第2放送を、福島第1原発事故による電力不足への懸念を考慮し、省エネの一環として5月31日までの平日の放送を休止すると発表。（その後5月26日にこの期間を9月30日まで延長、さらに10月1日には同年内いっぱいまで再延長された。土・日曜は中央競馬実況のため通常通り開局）
- 3月25日まで - NHK総合テレビにおける震災報道が発生当日の3月11日からの2週間で300時間以上となった。
- 4月1日 - 日本政府が東北地方太平洋沖地震による災害の公式名称を「東日本大震災」に決定。これにより「東北関東大震災」の名称を用いてきたNHKもこれに従ったが、日本赤十字社などと立ち上げた募金受付口座はこれより前に開設したため、相乗りしたフジテレビなども含め口座名は「東北関東大震災」のままである。
- 4月7日 - 総務省とデジタル放送推進協会(Dpa)が、被災地域において、BSによる地デジセーフティネット放送を半年を目安として視聴できるよう特例を決定、即日実施[60]。
- 4月20日 - 総務省が、被害が大きかった東北地方の岩手・宮城・福島の3県での地上波のデジタル完全移行を、7月24日予定から最大1年延期することを発表。総務副大臣の平岡秀夫がこの日明らかにした。なお、関東の茨城・千葉の2県での地上波のデジタル完全移行は、従来通り7月24日となる。
- 5月2日 - 東北被災3県の民放12局（テレビ岩手・岩手朝日テレビ・IBC岩手放送・岩手めんこいテレビ・ミヤギテレビ・東日本放送・東北放送・仙台放送・福島中央テレビ・福島放送・テレビユー福島・福島テレビ）の社長らが総務省東北総合通信局で地上デジタル放送の移行延期について総務省幹部らと意見交換。各局共、7月24日の完全移行を予定通り進めるよう要望した[61]。
- 5月10日 - 日本政府はこの日、東北被災3県（岩手・宮城・福島）に限定し、7月24日の完全デジタル化に伴うアナログ放送の終了を最長1年間延期する電波法特例法案を閣議決定し、国会に提出した。また、総務省が3県も含む被災世帯に簡易チューナーの無償提供などの支援策を発表[62]。
- 5月30日以降 - テレビ東京は大震災に伴う節電策の一環として、報道番組に出演する男性アナウンサーがノーネクタイで出演。同局では初の試み。なお、同局では16日より全社員にクールビズを奨励している[63]。
- 6月8日 - 福島・宮城・岩手3県のNHK6局と民放12局の計18局（親局ベース）における完全地デジ化を最大1年間猶予する電波法の特例法が参議院本会議にて全会一致により可決・成立。
- 6月15日 - 日本政府はこの日、東日本大震災に伴う地上デジタル放送に係る電波法の特例に関する法律を施行。
- 7月6日 - 総務省はこの日、福島・宮城・岩手3県の地上デジタル放送への最終的な完全移行を2012年3月末とする方針を明らかにした[64]。
- 7月24日 - この日正午、福島・宮城・岩手3県を除く44都道府県においてアナログ放送終了。同日24時までに停波。
- 12月22日 - 福島・宮城・岩手3県のアナログ放送終了まであと100日となり、3県でデジタル移行を呼び掛けるイベントが行われた[65]。
- 2012年1月4日 - 日経ラジオ社「ラジオNIKKEI」第2放送の平日の放送を再開。
- 2012年3月31日 - この日の正午、福島・宮城・岩手3県においてアナログ放送終了、同日24時までに停波。これで日本全国で地上デジタル放送へ完全移行した。

### 番組編成への影響など
- 3月12日 - 13日
  - NHKでは地上波（ラジオ第2以外）・BS・国際放送とも3月14日未明までは東日本大震災関連報道の特別編成とし、連続テレビ小説『てっぱん』、大河ドラマ『江』など、全8波（国際放送を入れると9波）で予定されていた全番組を終日休止した[66][67]。連続テレビ小説の有事報道による休止は1995年1月17日に発生した阪神・淡路大震災で『春よ、来い』が休止になって以来で、大河ドラマの休止は1989年1月7日に昭和天皇が崩御した際の翌8日放送予定だった『春日局』第2話以来。なお、19日以降段階的に通常番組を再開した[68]。地震発生直後は国際放送を含むすべてのチャンネルで地震関連のニュースを同時放送、その後総合テレビとBS1・BShi、教育テレビとBS2、ラジオ第1とFMはそれぞれ同じ番組の内容を同時放送した。また教育テレビとFMについては安否情報の放送を行った。3月13日午前8時に（大）津波警報解除をされたのを受けて、ラジオ第2放送はその8時からの『ともに生きる 「この人に聞く～小児がん患者・家族とともに　安道照子さん」』[69]から通常編成にいち早く復帰したが、それ以外は依然として震災関連のニュースに終日差し替えを行った。
- 3月14日 - 19日
  - NHKは引き続き総合系のテレビチャンネル（総合テレビ・BS1）は終日震災関連番組に全面的に差し替えた。BS hiのみ同日午前4:30からの「音楽都市散歩・イタリア」を皮切りにテレビ放送としていち早く通常編成に復帰[70]。
  - このため、連続テレビ小説『てっぱん』について、総合テレビとBS2の放送は18日まで休止、BShiでは通常通り放送。14日には12日分（第139話）と同日分（第140話）を連続して放送[71]。総合・BS2では19日より再開（同日に第139話を放送、以後1週遅れ）。総合では、20日14時15分より16時まで（15時から15分間ニュースのため中断）6話分を再放送した。再開最初の放送に当たる19日放送の『てっぱん』の番組冒頭において、主演の瀧本美織と祖母役の富司純子が震災の被災者にメッセージを送った[72]。これに伴い、次作品『おひさま』の放送開始日が、当初予定日であった28日から4月4日へと変更された[73][74]。
  - NHK教育テレビ（BS2サイマル放送含む）は、引き続き教養・教育番組・学校放送・語学講座は休止したままだが、視聴者保護への配慮として7-9時と16-18時の幼児・小学生の児童向け番組のみ再開し、それ以外は概ね30分おきに安否放送と生活関連情報のアナウンスと字幕情報、及び13:00からのNHK手話ニュースを13:10まで延長するとともに、15:55-16:00にも手話ニュース枠を特設して放送した。また15日 - 19日には、いずれも0時から5時まで、省エネ運動に協力する観点から放送休止とし、電波送信を停止した[75]・[76]。
  - ラジオにおいては、ラジオ第1・FMが3月19日5時まで[77]サイマル放送で震災関連情報と、一部の定時番組も震災関連のライフライン・生活関連情報を交えた特殊編成での放送を継続し、FMは19日5時以後、一部時間帯でFM独自の生活関連情報を放送した以外、ほぼ通常編成に戻している。
  - テレビ朝日では、午前10時台の紀行番組『ちい散歩』（当時は関東地区・長野地区のみ）、13時台の料理番組『上沼恵美子のおしゃべりクッキング』（朝日放送〈現：朝日放送テレビ〉製作）と後続のトーク番組『徹子の部屋』もそれぞれ14・15日は放送を休止したが、16日より再開（一部の内容を変更）。
  - TBSでは朝8時30分枠の生活情報ワイド番組『はなまるマーケット』を16日までJNN報道特別番組のため休止したが、17日より再開、17・18日は震災関連の特集を放送した。
  - フジテレビでは、正午枠のバラエティ番組『笑っていいとも!』を震災関連の特番を放送または『FNNスピーク』の緊急枠拡大のため休止。年末年始やオリンピックを除き、5日間にわたる放送休止は番組開始以来初となった[78]（日曜日の『笑っていいとも!増刊号』についても、3月13日は報道特別番組、20日も関連特番のため休止。）。翌週21日より放送再開し、同日放送では冒頭で司会のタモリが被災者へのお見舞いの言葉を述べた[79]。なお『いいとも!』が同時ネットされている被災地の地元局である仙台放送は、21日からの一週間も震災生活情報を放送のため臨時にネット返上し、同じく被災地の地元局である福島テレビも21日に『FTVスーパーニュース特報〜東日本大震災〜』放送のため臨時にネット返上となった。また、13時台前半のトーク番組『ごきげんよう』、後半の帯ドラマ『さくら心中』（東海テレビ製作）も14日から18日まで1週間、震災関連の特番放送のため休止したが、いずれも21日より再開。なお『さくら心中』は1週延長となり、次作品『霧に棲む悪魔』は開始予定が1週順延となり、4月11日からとなった。
- 3月19日
  - NHK総合テレビ（BS1サイマルを含む）とラジオ第1・FM放送は部分的に定時番組を再開。教育テレビとBS2は全面的に通常放送を再開。
- 3月23日 - 4月3日
  - NHKは『第83回選抜高等学校野球大会』（阪神甲子園球場）を総合・教育で例年通り中継[80]。東北と関東では、電力事情を考慮し、震災関連情報放送のため16時で終了。但し、第3試合が東北と関東の出場校の試合で16時以降も続行の場合は延長して放送した[81]。また、東北地方は教育テレビで放送し、甲信越地区は16時55分で終了。
- 3月29日
  - 日本テレビで『東北地方太平洋沖地震復興支援チャリティーマッチ 日本代表×Jリーグ選抜』を中継。
- 4月4日
  - 震災報道の影響により、レギュラー番組出演者の交代などを含めたNHK総合テレビの新年度（平成23年度）放送番組編成について、当初予定の3月28日からこの日に一週間繰り下げて開始[82]。
  - NHK総合テレビにおける平日夕方のニュース番組が東北地方6県を除く地域で放送再開。東北地方では18時30分から東北地方向けのニュース、18時45分からは各地のニュースを放送する編成が5月6日まで実施された。
- 4月12日 - NHK総合テレビでは、期間限定番組『震災に負けない お元気ですか日本列島』『震災に負けない ゆうどきネットワーク』が放送を開始。岩手・宮城・福島・茨城のリレーニュースを、通常『ゆうどきネットワーク』が放送されていない平日18時10分から18時30分に放送（13日から6月10日まで実施）。なお『ゆうどき〜』は6月13日より『震災に負けない』の併記を外し、通常版に復帰（近畿地区での17時台の放送は5月20日で終了し、翌週23日より『あほやねん!すきやねん!』のレギュラー放送を再開。）。
- 5月13日 - 特別報道態勢のため放送を休止していたNHK総合テレビ『キッチンが走る!』（関東甲信越地方向け）が2ヶ月ぶりに放送再開。この日は特集として『大震災を乗り越えて 〜茨城の生産者たち〜』を放送。司会を務める俳優の杉浦太陽が茨城県を訪れ、生産者達の現状を追った。
- 6月3日 - NHK総合テレビ（東北6県）でこの日20時より地域向け新番組『東北Z』が放送開始、第1回は『ちゃっこい浜に津波がきた〜女川 野ヶ浜の家族たち〜』を放送。以後も被災地の現状を伝えるドキュメントなどを放送[83]。
- 9月10日・11日 - 震災から9月11日で半年となるのに合わせて、NHK、民放各局では震災関連特番を編成。NHK総合テレビでは震災や原発事故関連の特番や『NHKのど自慢』の拡大版（岩手県久慈市、11日）などを編成した[84]。
- 11月12日 - 福島第一原子力発電所事故後初めて、東京電力福島第一原子力発電所の内部が報道陣に公開され、各局が夕方および夜のニュース番組にて、発電所内や周辺の現状を伝えたほか、吉田昌郎所長（当時）へのインタビュー等も行われた。

### テレビCM
テレビ各局は前述の通り、3月11日の地震発生直後から臨時ニュースや報道特別番組の放送を始め、それにあたりテレビCMは長時間にわたって放送が中止された。CM総合研究所によると、在京民放キー局においては3月11日の14時50分31秒から日本テレビでイトーヨーカドー「BODY COOLER」のCMが放送されて以降、翌12日の23時56分にテレビ東京で再開されるまで、約33時間にわたってCMが一切放送されなかった。テレビ朝日においてはCMなしの放送が最も長く、14日の17時03分まで約74時間に及びCMが放送されなかった。そのほかの民放キー局におけるCMを挟まない放送はTBSで62時間、日本テレビとフジテレビで61時間続いた。これに伴いCMの本数は激減した。CM総合研究所によると、地震前のCMの本数は1日あたり約4,000本（作品数は約500社・約1,000作品）だったが、地震翌日の3月12日には54本（19社・30作品）に減り、1日の本数が4,000本台に回復したのは3月15日であったという。
報道特番が終わりCM枠が復帰してからも、日本マクドナルド など一部の例外を除き、多くの企業が震災を受けてCM放送を自粛した。そのためCM枠に大量の空きが生じ、それらを埋めるためにACジャパンの公共広告のうち『あいさつの魔法。』を含む数パターン（10種類を下回る）のみが頻繁に且つ繰り返し放送された。CM枠復帰直後にCM放送を自粛していた企業の割合は、ACジャパンのクライアントのうち約70%以上に及んだ。ACジャパンのCMが全体に占めた割合は、3月15日において8割超、3月16日において86% であり、本数はCM総合研究所によると、3月12日から19日までで19,972本であった。このような大量放送の中、全国の視聴者からACジャパンへの問い合わせ・クレームが殺到し、ACジャパンは3月16日、「視聴者に不快な思いをさせたことをお詫び申し上げます」としてお詫びの文章を発表することになった。その一方、CM総合研究所調べによるCM好感度ランキング（半月ごとの集計）において、ACジャパンは2011年3月度後期から3期連続で首位を獲得している。
CM放送の大規模な自粛は、震災以降日本国内に広まった一連の「自粛ムード」に関連する一つの現象と捉えられており、CM総合研究所の関根建男代表は「わが社を愛してくださいというアピールであるCMを、消費者が受け止める環境ではないと企業が考えたんです」と述べている。なお、有事の際にCM放送を自粛する現象は日本において過去にも発生しているが（昭和天皇崩御時や阪神・淡路大震災発生時）、世界的に見られるものではなくこの現象について日本国外の報道機関から「これは、日本のカルチャーか?」という問い合わせがACジャパンに寄せられたという（ACジャパン・草川衛専務理事による）。
企業のCM自粛により、テレビCMの広告料を収入とするテレビ局も打撃を受けた。テレビ朝日の早河洋社長は「ノーCMによる減収は、10億円台の後半くらいになると思います」と語っている。一方、TBSテレビの石原俊爾社長やテレビ東京の島田昌幸社長のように、CM自粛が年度末におけるわずかな期間であったことを理由に、「2010年度の決算への打撃は大きなものではない」と考える経営者もいる。いずれにせよ、広告により収入を得ている企業自身への打撃も報じられている。例えばアサヒビールは2011年1月 - 3月期の連結決算において、CM自粛により27億円の特別損害が生じている。

### 提供クレジット
提供クレジットについてTBSテレビはスポンサーが少ない場合は提供クレジットの時間短縮と多少の本編拡大。TBSテレビやテレビ朝日などでは本来の時間帯で予定したスポンサー全社が提供クレジットを自粛の場合はその部分をなくし本編を少し拡大した。

### 震災に係るテレビ局・番組関係のその他の動き（2021年まで）
以下のような各局における震災に関連する番組などの動きは現在も継続しているが、ここでは2021年までの動きを取り扱う。

#### 日本放送協会（NHK）
- 東北地方では、2011年5月下旬まで通常番組の一部を休止し、震災関連のニュースや、東北ライフライン情報を放送した。また6月以降も『被災地からの声』を随時放送。6月からは震災前の番組が徐々に再開し始め、平日昼前に放送されている東北地方向けの地域情報番組『情報パレット』が6月6日から再開。「つながろう東北」というサブタイトルが新たに付けられて、被災者向けの生活情報を中心に伝えている。
- 関東地方の総合テレビでは、各地のライフライン情報や被災地情報は『首都圏ネットワーク』の広域版ではなく、茨城県ローカルや千葉県ローカルという様に県単位で放送されている。
- 北海道では、金曜夜の地域情報番組『北海道クローズアップ』で2011年3月18日の放送から「震災プロジェクト」のシリーズを定期的に放送[95]。
- 東北地方太平洋沖地震ならびに長野県北部地震の災害救助法適用区域に限り、放送受信契約による受信料を3月から8月までの6か月間免除する事を決定した[96]。
- これに伴う世帯や事業所の受信料免除や解約などにより、2011年度の受信料収入が50〜60億円減となるとの見通しになる事を、松本正之会長が7月7日の定例会見で明らかにした[97]。
- 福島県田村市での『NHKのど自慢』（3月12日・13日）の公開中止[98] をはじめ、3月12日に横浜・関内ホールで予定していたお笑いコンテスト番組『オンバト+「第1回チャンピオン大会」』の収録中止（その後、7月4日に東京・渋谷のNHK放送センターで収録、23日に放送）など、以降も各種イベントに変更が生じた[99]。
- 教育テレビ（現・Eテレ）の子供番組『おかあさんといっしょ』は震災後、約1か月間子供を入れたスタジオ収録を中止し、おねえさん・おにいさんと着ぐるみキャラクターのみで収録を行った。そのため4月4日から30日までは子供がスタジオに登場しない特別構成の形で放送された。
- Eテレで放送している科学情報番組『サイエンスZERO』では福島第一原子力発電所事故を受けて2011年9月以降、月1回ペースで『シリーズ 原発事故』と題した特集を放送し、原発事故や放射能汚染、放射性物質の人体・食品などへの影響、除染について等の解説を行っている 。
- 2012年1月7日より総合テレビにて、震災当時の状況を綴るドキュメンタリー『あの日 わたしは〜証言記録 東日本大震災〜』を放送しているほか、1月より毎月最終日曜日に長編ドキュメンタリーを放送している。

2012年
- 3月3日 - 11日のNHKスペシャルは「3.11 あの日から1年」と題し連続放送を行った。

| 放送日  | タイトル                                             | 放送時間      |
| ------- | ---------------------------------------------------- | ------------- |
| 3月3日  | 原発事故 100時間の記録                               | 21:00 - 21:58 |
| 3月4日  | 映像全記録3.11 〜あの日を忘れない〜                  | 21:00 - 22:00 |
| 3月5日  | 38分間〜巨大津波 いのちの記録〜                      | 22:00 - 22:50 |
| 3月6日  | 気仙沼 人情商店街                                    | 22:00 - 22:50 |
| 3月7日  | 仮設住宅の冬〜いのちと向き合う日々〜                 | 22:00 - 22:50 |
| 3月8日  | 調査報告 原発マネー〜"3兆円"は地域をどう変えたのか〜 | 22:00 - 22:50 |
| 3月9日  | 南相馬 原発最前線の街で生きる                        | 22:00 - 23:00 |
| 3月10日 | もっと高いところへ〜高台移転 南三陸町の苦闘〜        | 21:00 - 22:15 |
| 3月11日 | "同日同時刻"生中継 被災地の夜                        | 21:00 - 22:15 |

- 3月10日・3月11日は午後〜夜間の総合テレビを中心にして被災地各地からの生中継や関連のドキュメンタリー・音楽チャリティーコンサートを軸とした長時間テレソン特番『明日へ 支えあおう 〜東日本大震災から1年〜』を放送、メインキャスターはNHKアナウンサー三宅民夫、滝島雅子が務めた[100][注 10]。
- Eテレでは3月11日、16時より『シンサイミライ学校 いのちを守る特別授業』（大阪放送局制作）と題した特番を放送、群馬大学教授片田敏孝による特別授業の模様を放送し、また21時より『オーケストラの森』を「つながれ心 つながれ力 仙台フィルハーモニー管弦楽団」と題し、仙台フィルハーモニー管弦楽団の活動の様子を放送した。
- 4月以降『明日へ〜支えあおう〜』『東北発・未来塾』など、震災復興を題材にした数多くの定時番組の放送を開始している。

2013年
- 3月4日・11日の『鶴瓶の家族に乾杯』では、岩手県釜石市と大槌町を訪問する（ゲストは高橋尚子）。
- Eテレでは3月11日、『Rの法則』は「福島・磐城高校放送部2年間の思い」を放送する。

2014年
- 3月3日・17日[注 11] の『鶴瓶の家族に乾杯』では、福島県いわき市を訪問する（ゲストは高橋尚子）。
- 3月11日の特別編成は以下のとおり。
  - 『あさイチ』は「10代が見つめてきた震災3年 それぞれの春」をメインコーナーで放送。
  - 10:15には「いつか来る日のために「証言記録スペシャル まだ先が見えない」」を放送。
  - 13:05には『連続クイズ ホールドオン』、『スタジオパークからこんにちは』を休止し、『こころフォトスペシャル"幸せ"はどこに』を放送[注 12]。
  - 地震発生時刻に放送される『情報まるごと』は東日本大震災の内容を中心に15:35まで放送[注 13]。
  - NHKニュース7は東日本大震災の内容を中心に20:00まで放送（『クローズアップ現代』は休止）。
  - 20:00には『NHK歌謡コンサート』を休止し、NHKスペシャル『あの日 生まれた命』を放送[注 14]。
  - 22:00には『LIFE!〜人生に捧げるコント〜』を休止し、特集ドラマ『生きたい たすけたい』を放送。
  - Eテレの『Rの法則』は「東日本大震災から3年 福島の高校生卒業スペシャル」（取材対象は福島県立富岡高等学校）を放送[注 15]。
- 3月19日は22:00 - 22:50に『3.11万葉集〜詠み人知らずたちの大震災〜』を放送。

2015年
- 2月23日・3月2日の『鶴瓶の家族に乾杯』では、宮城県亘理町を訪問する（ゲストは大竹しのぶ）。
- 3月7日にはEテレで東北発☆未来塾スペシャル「響け!歌声のチカラ〜モリクミと90人の合唱団〜」[101]、ETV特集「頑張るよりしょうがねえ 〜福島 南相馬・ゆれる介護現場で〜」[102] を放送。
- 3月7日 - 3月11日のNHKスペシャルは震災から4年を迎えるに当たり、関連番組を連続放送した（タイトル及び放送時間は下表を参照）。

| 放送日  | タイトル                                                                 | 放送時間      |
| ------- | ------------------------------------------------------------------------ | ------------- |
| 3月7日  | それでも村で生きる〜福島 “帰還”した人々の記録〜                          | 21:00 - 21:49 |
| 3月8日  | シリーズ東日本大震災 震災4年 被災者1万人の声〜復興はどこまで進んだのか〜 | 21:00 - 22:13 |
| 3月9日  | もう一度あの故郷を〜岩手・陸前高田 被災地最大のまちづくり〜              | 22:00 - 22:49 |
| 3月10日 | 震災ビッグデータ File.4 いのちの防災地図〜巨大災害から生き残るために〜   | 20:00 - 20:43 |
| 3月11日 | "あの日の映像"と生きる                                                   | 22:00 - 22:49 |

- 3月9日は19:30 - 20:45に『震災から4年 明日へコンサート』を放送。
- 3月10日は22:00 - 23:14に特集ドラマ『LIVE! LOVE! SING! 生きて愛して歌うこと』（主演:石井杏奈）を放送[103]。
- 3月11日の特別編成は以下のとおり（下表を参照）。

| 放送時間      | タイトル                                                     | 備考                                                                                |
| ------------- | ------------------------------------------------------------ | ----------------------------------------------------------------------------------- |
| 8:15 - 9:55   | あさイチ 「“忘れないで”〜茨城・千葉の被災地から学ぶ〜」      |                                                                                     |
| 10:15 - 11:00 | いつか来る日のために 「証言記録スペシャル 命を守る避難とは」 | 3月7日、17:00 - 17:45に放送したものの再放送。                                       |
| 12:20 - 12:45 | 被災地からの声「岩手県・宮古市」                             |                                                                                     |
| 13:05 - 13:55 | こころフォトスペシャル 「5回目の春 返らぬ日々を胸に」        | 翌12日の22:00 - 22:50にも再放送。                                                   |
| 14:05 - 15:35 | 情報まるごと                                                 | 番組内で「東日本大震災四周年追悼式」（於:国立劇場）の模様を生中継。                 |
| 18:55 - 19:25 | Rの法則 「震災・高校生が伝えたいこと〜岩手・宮古3高校〜」    | 宮古商業高校写真部、宮古高校放送部、 宮古工業高校機械科（津波模型班）の活動を紹介。 |
| 19:00 - 20:00 | NHKニュース7                                                 | 通常より30分拡大。                                                                  |
| 20:00 - 20:43 | クローズアップ現代 「震災4年 福島避難者 それぞれの決断」     | 通常より30分繰り下げ、13分拡大。                                                    |

- 3月14日は『浅田真央 被災地への旅』を放送[106]。

2016年
- 2月15日・22日の『鶴瓶の家族に乾杯』では、福島県新地町を訪問する（ゲストは間寛平）。
- 2月27日から3月12日まで、土曜ドラマ枠を使用して、特集ドラマ『恋の三陸 列車コンで行こう!』（主演：松下奈緒）を放送。
- 2月28日・3月6日の『バリバラ〜障害者情報バラエティー〜』（Eテレ）では、「震災」をテーマにして放送する。
- 2月29日の『東北発☆未来塾』（Eテレ）は「演劇のチカラ特別編 彼女たちの”初めの一歩”」[107] を放送する。
- 3月2日、9日の『探検バクモン』は、『爆笑問題、陸前高田を行く』を放送。
- 3月5日は『未来への手紙2016〜あれから5年たちました〜』を放送する。ナレーターは吹石一恵[108]。
- 3月5日 - 3月13日のNHKスペシャルは震災から5年を迎えるに当たり、関連番組を連続放送（タイトル及び放送時間は下表を参照）。

| 放送日                                                                                           | タイトル                                               | 放送時間      |
| ------------------------------------------------------------------------------------------------ | ------------------------------------------------------ | ------------- |
| 3月5日                                                                                           | 原発事故・あの時 人はどう動いたのか                    | 21:00 - 21:50 |
| 3月6日                                                                                           | 被曝の森はいま                                         | 21:00 - 22:00 |
| （3月7日は『サッカー女子 リオデジャネイロ五輪・アジア最終予選 日本対ベトナム』を放送のため休止） |                                                        |               |
| 3月8日                                                                                           | ゼロから町をつくる〜陸前高田・空前の巨大プロジェクト〜 | 22:00 - 22:50 |
| （3月9日は『サッカー女子 リオデジャネイロ五輪・アジア最終予選 日本対北朝鮮』を放送のため休止）   |                                                        |               |
| 3月10日                                                                                          | 風の電話〜残された人々の声〜                           | 22:00 - 22:50 |
| 3月11日                                                                                          | 私を襲った津波〜その時 何が起きたのか〜                | 20:00 - 20:45 |
| 3月12日                                                                                          | "26兆円"復興はどれだけ進んだか                         | 21:15 - 22:15 |
| 3月13日                                                                                          | シリーズ・メルトダウン 危機の88時間                    | 21:00 - 22:30 |

- 3月10日の『Rの法則』（Eテレ）は「震災から5年、彼らのいま」と題し、かつて番組で取材した岩手県立大槌高等学校の生徒たちにスポットを当てる（ゲストは光浦靖子）。
- 3月11日の特別編成は以下のとおり（下表を参照）。

| 放送時間      | タイトル                                                       | 備考 |
| ------------- | -------------------------------------------------------------- | --- |
| 8:15 - 9:55   | あさイチ 「“あさイチ”が見つめた震災5年」                       | プレミアムトークは3月10日に放送。 |
| 10:15 - 11:00 | いつか来る日のために 「証言記録スペシャル 心の復興をめざして」 | |
| 12:20 - 12:45 | 特集 明日へ つなげよう 第1部                                   | 宮城県名取市閖上から生中継。進行役は畠山智之と、伊東敏恵 『BSコンシェルジュ』は休止。                                                                                   |
| 13:05 - 16:00 | 特集 明日へ つなげよう 第2部                                   | 途中、2回『NHKニュース』による中断あり。 『スタジオパークからこんにちは』『ろーかる直送便』は休止。 番組内で「東日本大震災五周年追悼式」（於:国立劇場）の模様を生中継。 |
| 16:00 - 16:50 | こころフォトスペシャル 「家族と過ごした風景」                  | |
| 19:00 - 20:00 | NHKニュース7                                                   | 通常より30分拡大。 『特報首都圏』は休止。 |
| 20:00 - 20:45 | 団塊スタイル 「東北を熱くした“優しき闘将”〜星野仙一〜」        | |
| 22:00 - 23:15 | 特集 明日へ つなげよう 第3部                                   | 『ファミリーヒストリー』『ドキュメント72時間』は休止。 |

- 3月12日は19:30 - 21:00に『震災から5年 明日へコンサート』を放送。
- 3月13日のNHKのど自慢（福島県広野町から放送）は12:15 - 13:30まで時間を拡大[109]。スペシャルMCに香取慎吾（SMAP）、綾瀬はるかがスペシャルゲストとして出演（歌のゲストは前川清と八代亜紀）。
- 3月19日は「21人の輪 あれから5年後の子どもたち〜福島 相馬市〜」（Eテレ）を放送。

2017年
- 3月6日の「Rの法則」は、生放送で「高校生が向き合った震災」と題し、前年夏に被災地を訪問するスタディツアーに参加した高校生を紹介する（ゲストは安田菜津紀）。
- 3月7日の「うたコン」は、「東北に届け!春を告げる歌の花束スペシャル」と題し、通常より28分拡大して放送。
- 3月5日 - 3月12日のNHKスペシャルは震災から6年を迎えるに当たり、関連番組を連続放送（タイトル及び放送時間は下表を参照）。

| 放送日  | タイトル                                                                        | 放送時間      |
| ------- | ------------------------------------------------------------------------------- | ------------- |
| 3月5日  | あの日 引き波が…行方不明者2555人                                                | 21:00 - 21:50 |
| 3月10日 | 15歳、故郷への旅〜福島の子供たちの一時帰宅〜                                    | 22:00 - 22:50 |
| 3月11日 | シリーズ東日本大震災 "仮設6年"は問いかける〜ポスト3.11 求められる大転換〜（仮） | 20:00 - 20:45 |
| 3月11日 | シリーズ東日本大震災 帰還〜原発事故6年 福島で何が…〜（仮）                      | 21:00 - 21:49 |
| 3月12日 | シリーズ・メルトダウン 運命の1号機 冷却の死角（仮）                             | 21:00 - 21:49 |

- 3月11日の特別編成は以下のとおり（下表を参照）。

| 放送時間                    | タイトル                                                     | 備考 |
| --------------------------- | ------------------------------------------------------------ | --- |
| 1:35 - 2:48 （3月10日深夜） | UTAKKO BURUME〜ミナサンロック〜                              | 東北地区では前年11月4日19:30 - 20:43に放送。 |
| 9:28 - 10:42                | バスで！列車で！アッキーがゆく“復興の地”2017                 | 途中、『NHKニュース』による中断あり。 |
| 10:42 - 11:30               | こころフォトスペシャル 「あの日から6年…今伝えたいこと」      | |
| 11:30 - 11:54               | 目撃!日本列島 「旅立ち あの日を越えて〜震災遺児たちの6年〜」 | |
| 13:50 - 17:29               | 特集 明日へ つなげよう 第1部                                 | 途中、『NHKニュース』による中断あり。 番組内で「東日本大震災六周年追悼式」（於:国立劇場）の模様を生中継。 『土曜スタジオパーク』および『Jリーグ中継』は休止。 |
| 17:30 - 18:00               | NEXT 未来のために 「この地で 家族とともに 震災6年の再出発」  | 番組としての最終回。 |
| 19:00 - 20:00               | NHKニュース7                                                 | 通常より30分拡大。 『ブラタモリ』は休止。 |
| 20:45 - 21:00               | ろうを生きる 難聴を生きる 「盲ろう者が語る“3.11”」（後編）   | 前編は同年3月4日に放送。 |
| 22:20 - 22:50               | バナナ♪ゼロミュージック 「日本を勇気づけた名曲SP」           | |

- 3月13日の『鶴瓶の家族に乾杯』では、宮城県東松島市を訪問する（ゲストは北島康介）。

2018年
- 3月5日の『鶴瓶の家族に乾杯』では、宮城県利府町を訪問する（ゲストは伊達公子）
- 3月5日 - 7日の『ハートネットTV』は、震災から7年に関する特集を放送。
- 3月8日の『Rの法則』は、「震災から7年 E-girls・石井杏奈が福島へ」と題し、石井が2015年にドラマ『LIVE! LOVE! SING!〜生きて愛して歌うこと〜』の撮影で訪れた浪江町と南相馬市の変化や、二本松市で避難生活を送る中学生の様子を紹介する（ゲストは石井と木本武宏<TKO>）。
- 3月4日 - 3月11日のNHKスペシャルは震災から7年を迎えるに当たり、関連番組を連続放送（タイトル及び放送時間は下表を参照）。

| 放送日  | タイトル                                                           | 放送時間      |
| ------- | ------------------------------------------------------------------ | ------------- |
| 3月4日  | 死角 河川を遡る津波                                                | 21:00 - 21:49 |
| 3月7日  | 被曝の森Ⅱ〜原発事故7年目の記録〜                                   | 22:25 - 23:15 |
| 3月10日 | 誰にも言えなかった〜被災地の子供たち 7年の葛藤〜                   | 21:00 - 21:49 |
| 3月11日 | シリーズ東日本大震災 目指した"復興"は今 〜 震災7年 街は 暮らしは〜 | 21:00 - 22:13 |

- 3月10日は以下の番組を放送（下表を参照）。

| 放送時間      | タイトル                                                                | 備考 |
| ------------- | ----------------------------------------------------------------------- | ---- |
| 10:05 - 10:55 | いつか来る日のために 証言記録スペシャル「震災7年 気仙沼の“あの人”は今」 |      |
| 10:55 - 11:38 | こころフォトスペシャル 「"あの日"からの道のり」                         |      |
| 11:38 - 11:53 | 私にしか見えない景色がある                                              |      |
| 14:00 - 15:00 | テレビシンポジウム「命を守る防災情報〜第1回世界防災フォーラム〜」       |      |
| 18:05 - 18:43 | 生中継 ピョンチャンから復興の力を!                                      |      |
| 23:25 - 23:58 | 津波ピアノ〜坂本龍一と東北の7年〜                                       |      |

- 3月11日の特別編成は以下のとおり（下表を参照）。

| 放送時間                    | タイトル                                                          | 備考 |
| --------------------------- | ----------------------------------------------------------------- | --- |
| 1:45 - 3:00 （3月10日深夜） | さよならガレキ ようこそビキニ 〜あの日から7年目の七ヶ浜〜         | 東北ブロックでは前年9月29日19:30 - 20:43に放送。 |
| 7:50 - 8:00                 | 明日へ つなげようプロローグ                                       | 全体の進行役はいずれも畠山智之と寺門亜依子（2人ともNHKアナウンサー）と篠山輝信。 ゲストは春風亭昇太、小池栄子、中村雅俊、平田オリザ、小林武史＆Salyu。 『さわやか自然百景』は休止。 |
| 9:00 - 10:00                | 日曜討論 「東日本大震災7年 復興は今…」                            | |
| 10:05 - 11:54               | 特集 明日へ つなげよう 第1部 福島編「"通い"でふるさととつながる」 | 足立梨花と今井翔馬（NHKアナウンサー）が中継出演。 |
| 12:15 - 13:00               | NHKのど自慢                                                       | 宮城県栗原市から生放送。ゲストは氷川きよしと瀬川瑛子。 |
| 13:05 - 15:30頃             | 特集 明日へ つなげよう 第2部 宮城編「人形が紡ぐ新しい絆」         | マギー審司と小野文惠（NHKアナウンサー）が中継出演。 14:40頃 - 15:30頃に「東日本大震災七周年追悼式」（於:国立劇場）の模様を生中継。                                                  |
| 15:35 - 17:00               | 特集 明日へ つなげよう 第3部 岩手編「よみがえれ"青春列車"」       | いとうせいこうと千葉美乃梨、手嶌真吾（いずれもNHKアナウンサー）が中継出演。 |
| 18:30 - 18:54               | グレーテルのかまど・選 「箭内道彦のゆべし」                       | 2017年3月13日放送分（第277回）の再放送。 |
| 19:00 - 20:00               | NHKニュース7                                                      | 通常より30分拡大。 井上あさひ（週末及び祝日担当）と鈴木奈穂子（平日担当）（いずれもNHKアナウンサー）が出演。 『ダーウィンが来た! 〜生きもの新伝説〜』は休止。                       |
| 23:20 - 翌0:20              | #311246 大切なものは何ですか                                      | |

2019年
- 3月4日の『鶴瓶の家族に乾杯』では、岩手県釜石市を訪問する（ゲストはラグビー日本代表選手の五郎丸歩）。
- 3月8日の『首都圏情報 ネタドリ!』は、「映像記録 首都圏3.11 震災8年目の防災は」、同日の22:00 - 22:43に『2画面ドキュメンタリー「無人の町から8年〜福島県浪江町〜」』をそれぞれ放送。
- 3月9日は16:20 - 17:10に『いつか来る日のために 証言記録スペシャル「わがことにするには」』、17:10 - 17:53に『こころフォトスペシャル「あの日から8年 いま誓うこと」』、20:15 - 20:45に『みちのく冬物語スペシャル』をそれぞれ放送。
- 3月3日 - 3月16日のNHKスペシャルは震災から8年を迎えるに当たり、関連番組を連続放送（タイトル及び放送時間は下表を参照）。

| 放送日  | タイトル                                                            | 放送時間      |
| ------- | ------------------------------------------------------------------- | ------------- |
| 3月3日  | "黒い津波" 知られざる実像                                           | 21:00 - 21:49 |
| 3月9日  | 崖っぷちでもがんばっぺ〜おかみと社長の奮闘記                        | 21:00 - 21:49 |
| 3月10日 | シリーズ東日本大震災 終の住みかと言うけれど… 〜取り残される被災者〜 | 21:00 - 21:49 |
| 3月11日 | "震災タイムカプセル" 〜拝啓 二十歳の自分へ                          | 20:00 - 20:43 |
| 3月16日 | 廃炉への道2019 核燃料デブリ 取り出しへの壁（仮）                    | 21:00 - 21:49 |

- 3月10日は以下の番組を放送（下表を参照）。

| 放送時間                | タイトル                                                                     | 備考 |
| ----------------------- | ---------------------------------------------------------------------------- | --- |
| 0:00 - 0:50 （9日深夜） | 未来塾特別編 「鴻上尚史と高校生と被災地のリアルと」                          | |
| 7:45 - 8:00             | 特集 明日へ つなげよう 〜東日本大震災から8年〜 「プロローグ」                | 篠山輝信と合原明子（NHKアナウンサー）が司会を担当。 ゲストは土井善晴、きじまりゅうた、サンドウィッチマン。 『さわやか自然百景』は休止                                                                                              |
| 9:00 - 10:00            | 日曜討論 「東日本大震災8年 復興は今…」                                       | |
| 10:05 - 11:54           | 特集 明日へ つなげよう 〜東日本大震災から8年〜 第1部「東北のいま」           | サンドウィッチマン、合原明子、畠山智史（いずれもNHKアナウンサー）が全体の総合司会を担当。 岩手県釜石市、宮城県気仙沼市、福島県大熊町と3元中継。 ゲストは重松清、白鳥久美子（たんぽぽ）。リポーターは山川恵里佳、柏木由紀、長沢裕。 |
| 12:15 - 13:30           | NHKのど自慢                                                                  | 宮城県気仙沼市より公開生放送。通常より30分拡大。ゲストはゆず、丘みどり、福田こうへい。 |
| 13:30 - 15:00           | 特集 明日へ つなげよう 〜東日本大震災から8年〜 第2部「大切な命を守るために」 | 西日本豪雨の被災地、岡山県真備町、大阪府北部地震の被災地、大阪府茨木市と2元中継。 ゲストは尾木直樹、はるな愛。 |

- 3月11日の特別編成は以下のとおり（下表を参照）。

| 放送時間                   | タイトル                                                         | 備考 |
| -------------------------- | ---------------------------------------------------------------- | --- |
| 2:25- 3:14 （3月10日深夜） | 被災地からの声 「福島県大熊町」、「首都圏編」                    | 「首都圏編」は2:50から放送。                                                                                |
| 8:15 - 9:55                | あさイチ 「大事だから体験してみました。そして驚きでした…避難所」 | ゲストはミキ、足立梨花。                                                                                    |
| 12:20 - 12:45              | 旬感☆ゴトーチ! 「復興を応援!フラダンスに海の幸〜福島 いわき市」  | |
| 13:00 - 16:00              | ごごナマ 特集 震災から8年                                        | ゲストはコロッケ、新沼謙治。 14:40頃 - 15:30頃に「東日本大震災八周年追悼式」（於:国立劇場）の模様を生中継。 |
| 19:00 - 20:00              | NHKニュース7                                                     | 通常より30分拡大。『鶴瓶の家族に乾杯』は休止。                                                              |
| 22:25 - 23:10              | 震災ドキュメンタリー「あの日の星空」 （NHK仙台放送局制作）       | 『プロフェッショナル 仕事の流儀』は休止。                                                                   |

- 5月12日の『明日へ つなげよう』は、『未来への手紙2019〜あれから8年たちました〜』を放送する。ナレーターはブルゾンちえみ[111]。

2020年
- 2月15日の『ブラタモリ』は、「三陸リアス〜鉄道がつないだ三陸の夢とは？〜」を放送。
- 3月6日の『首都圏情報 ネタドリ!』は、「首都直下地震 あなたのマンションの備えは?」を放送。
- 3月8日は13:05 - 13:55に『いつか来る日のために 証言記録スペシャル「災害から子供の心を守る」』、14:00 - 15:00に『死者ゼロを目指せ・災害時のメディア連携』（フジテレビ、ヤフージャパンとの共同企画）をそれぞれ放送。
- 3月9日の『鶴瓶の家族に乾杯』では、宮城県山元町を訪問する（ゲストは吉岡聖恵（いきものがかり））。
- 3月7日 - 3月15日のNHKスペシャルは震災から9年を迎えるに当たり、関連番組を連続放送（タイトル及び放送時間は下表を参照）。

| 放送日  | タイトル                                            | 放送時間      |
| ------- | --------------------------------------------------- | ------------- |
| 3月7日  | 東日本大震災 40m巨大津波の謎に迫る                  | 21:00 - 21:50 |
| 3月8日  | 40人の死は問いかける〜大槌町"役場被災"の真実〜      | 21:00 - 21:50 |
| 3月11日 | シリーズ東日本大震災 "復興ハイウェー"変貌する被災地 | 20:00 - 20:55 |
| 3月14日 | "奇跡"の子と呼ばれて 〜釜石 小中学生の震災9年〜     | 21:00 - 21:50 |
| 3月15日 | メルトダウンZERO 〜浮かび上がる事故への"分岐点"〜   | 21:00 - 21:50 |

- 3月7日の『明日へ つなげよう』は以下の番組を放送（下表を参照）。

| 放送時間      | タイトル                                                        | 備考                                          |
| ------------- | --------------------------------------------------------------- | --------------------------------------------- |
| 16:30- 16:24  | 未来へ しあわせ運べるように 〜福島 子ども合唱団の7年〜          | 語り:富田望生                                 |
| 16:30 - 17:15 | 明日へ つなげよう 「三十一文字の思い 震災短歌からたどる“復興”」 | ナビゲーター:知花くらら                       |
| 17:15 - 18:00 | こころフォトスペシャル 「あの日から9年 新たな春へ」             | ナビゲーター:鈴木京香、ナレーター：大沢たかお |

- 3月11日の特別編成は以下のとおり（下表を参照）。

| 放送時間      | タイトル                                                                    | 備考 |
| ------------- | --------------------------------------------------------------------------- | --- |
| 4:00- 4:01    | 綾瀬はるかのふくしまに恋して 「高校生がつくる自分の町の物語（将来の夢編）」 | |
| 8:15 - 9:55   | あさイチ 「震災9年・アッキーの東北旅」                                      | ゲストは六角精児、はるな愛。 |
| 13:05 - 15:30 | ごごナマ 特集 東日本大震災から9年                                           | ゲストは村上弘明、佐藤朱（AKB48)、白鳥久美子 (たんぽぽ）。 「東日本大震災九周年追悼式」（於:国立劇場）は新型コロナウイルス感染拡大の 影響を鑑み中止となったため首相官邸で行われた献花式の模様を中継した。 |
| 19:00 - 20:00 | NHKニュース7                                                                | 通常より30分拡大。ゲストにのんを迎えて被災地の現状を伝える。『ガッテン!』は休止。 |
| 22:50 - 23:20 | ねほりんぱほりん 「震災で家族が行方不明の人」 知られざる9年間の思い         | |

2021年
- 3月1日・8日・15日の『鶴瓶の家族に乾杯』では、過去に放送された岩手・宮城・福島の3県でのロケの模様を中心とした総集編を放送予定。
- 3月6日は15:30 - 16:42に『花は咲くスペシャル「歌が紡いだ10年の物語」』、16:42 - 18:00に『未来への手紙 2021「10年目のビデオレター」』、19:30 - 20:43に『東日本大震災10年 特集ドラマ「あなたのそばで明日が笑う」』[113] をそれぞれ放送。
- 3月7日は、12:15 - 13:00に『NHKのど自慢「宮城県南三陸町」』、13:50 - 14:54に『街は生き続ける〜「ふるさとの記憶」から見つめる被災地のいま〜』、15:05 - 16:07に『10年たった今だから』、16:07 - 17:10に『サンドウイッチマンの思い出レシピ〜みんなで語る3.11〜』、17:10 - 17:53に『こころフォトスペシャル「いつも胸にあなたが〜10年目の手紙〜」』をそれぞれ放送。
- 3月10日の『サンドのお風呂いただきます』は45分前拡大（19:30 - 20:42、『ガッテン!』は休止）して「震災10年 福島浜通りスペシャル」を放送。
- 3月6日 - 3月14日のNHKスペシャルは震災から10年を迎えるに当たり、関連番組を連続放送（タイトル及び放送時間は下表を参照）。

| 放送日  | タイトル                                                            | 放送時間      |
| ------- | ------------------------------------------------------------------- | ------------- |
| 3月6日  | 津波避難 何が生死を分けたのか                                       | 21:00 - 21:59 |
| 3月7日  | ドラマ「星影のワルツ」                                              | 21:00 - 21:59 |
| 3月8日  | イナサ〜風寄せる大地 16年の記録〜                                   | 22:00 - 22:59 |
| 3月9日  | 私と故郷と原発事故                                                  | 22:00 - 22:49 |
| 3月10日 | 調査報告 “除染マネー”                                               | 22:00 - 22:49 |
| 3月11日 | 震災 映像記録〜100か所の定点映像が映す"復興"〜                      | 22:00 - 23:13 |
| 3月13日 | いま言葉にできること まだ言葉にできないこと〜“震災遺児”10年の歩み〜 | 21:00 - 21:49 |
| 3月14日 | 廃炉への道 2021 映像記録 原発事故10年の軌跡                         | 21:00 - 21:59 |

- 3月11日の特別編成は以下のとおり（下表を参照）。

| 放送時間      | タイトル                                                                | 備考 |
| ------------- | ----------------------------------------------------------------------- | --- |
| 6:35 - 6:45   | にほんごであそぼ 福島コンサート                                         | |
| 8:15 - 9:54   | あさイチ 「震災10年の東北旅 篠山輝信と伝える東北のいま」                | |
| 10:15 - 10:58 | こころフォトスペシャル 「いつも胸にあなたが〜10年目の手紙〜」（再放送） | 『NHK地域局発』と10:45 - 11:00のミニ番組枠は休止。 |
| 13:40 - 16:20 | ごごナマ 東日本大震災 あの日から10年                                    | 通常より85分拡大（途中ニュース中断あり）。ゲストは西田敏行、篠山輝信。 『東日本大震災十周年追悼式典』（於:国立劇場）の模様も生中継した。 15時台の趣味・実用番組再放送枠は休止。                                   |
| 18:20 - 18:40 | がんこちゃんと失われたふるさと                                          | 『天才てれびくんhello.』は休止。 |
| 18:40 - 19:15 | #10年話せなかったこと                                                   | 『天才てれびくんhello.』『アニメ・おしりたんてい』は休止。 |
| 19:00 - 20:45 | NHKニュース7                                                            | 通常より75分拡大。前年の3月11日と同様、ゲストにのんを迎えて被災地の現状などを特集で伝えた。 『所さん!大変ですよ』『ネーミングバラエティー 日本人のおなまえっ!』『新型コロナ 命を守る行動を』 『オシばん』は休止。 |
| 22:50 - 23:15 | 世界にいいね!つぶやき英語 震災関連                                      | |

- 3月12日の『首都圏情報 ネタドリ!』は、「私を変えた3.11 東日本大震災から10年」を放送。
- 3月13日は、16:00 - 16:48に『証言記録スペシャル いつか来る日のために「”あなたを守る“体験者の言葉」』、16:52 - 18:00[118] に『しあわせ運べるように〜被災地をつなぐ心の歌〜』、18:05 - 18:44に『50ボイス「東日本大震災10年の声」』、19:30 - 20:43[119] に『ありがとうを3.11に伝えよう委員会』、22:10 - 22:55[120] に『LIFE!東北SP』をそれぞれ放送予定[121]。
- 3月14日は、10:05 - 11:00に『明日へ つなげよう・最終回 証言記録 東日本大震災スペシャル』、13:50 - 15:00に『あしたの命を守りたい〜NHK民放 取材者たちの震災10年〜』をそれぞれ放送予定[122]。

##### NHKスペシャル
NHKスペシャルにて、2012年以降も毎年3月を中心に東日本大震災や福島第一原子力発電所事故をテーマに取り扱った回を随時放送している。

#### 民放各局

##### 日本テレビ系列 (NNN/NNS)
- 『NNNドキュメント（'11→'12）』では、2011年3月21日未明（20日深夜）以降、定期的に「3・11大震災 シリーズ」を放送。阪神・淡路大震災や新潟県中越地震など過去の震災に関連したも企画も放送している。
- 報道プロジェクト特番『action!日本を動かすプロジェクト』では、2011年3月21日の放送を震災関連中心の構成に変更。2011年度は主に震災関連に内容を特化して放送した。
- バラエティー番組『ザ!鉄腕!DASH!!』では、2011年4月24日の放送で、番組内の企画「DASH村」の所在地が福島県浪江町である事を公表。事故が起きた福島第一原子力発電所から半径20〜30キロメートル圏内にあるため、浪江町が屋内退避区域に指定された[123] 影響で、三瓶明雄ら村人や、村で生活していた動物が避難する模様を紹介した。出演者のTOKIOのメンバーが村への思いを語る企画や、村人の避難先を激励する様子なども放送した[124]。2011年9月11日の放送では、DASH村で行ったヒマワリによる放射性セシウム除去の土壌浄化実験の模様を紹介[125]。震災から1年となる2012年3月11日には『ザ!鉄腕!DASH!! DASH村3・11特別編』と題し、生放送による2時間特番を放送[126]。福島県からの生中継をはじめ、DASH村の除染実験の経過報告[127]、TOKIOメンバーの被災地訪問ドキュメントなどが放送された[128][129]。

- ドキュメンタリー番組『リアル×ワールド』では、2011年7月31日に「143日〜テレビディレクターが見つめた東日本大震災」を放送したのを皮切りに（同年12月17日には「282日〜」として放送。2012年3月10日には「365日〜」として放送）、「海から見た大震災」（2011年9月18日）など、震災関連の企画を放送している（放送日は日本テレビを基準）。
- 読売テレビ制作の『ウェークアップ!ぷらす』では、司会の辛坊治郎が被災地に赴き、現地からの生放送を数回行っている。
- 2011年12月23日の『金曜スーパープライム』枠で放送された特別番組『1000年後に残したい…報道映像2011』では、福島第一原発事故による水素爆発発生時の首相官邸における菅直人首相（当時）らの危機対応について、ドキュメンタリードラマ化した。

2012年
- 3月6日は、特別ドキュメンタリードラマ『3.11 その日、石巻で何が起きたのか〜6枚の壁新聞』を放送[130]。
- 震災から1年となる3月11日には、NNN報道特別番組『「復興テレビ」みんなのチカラ 3.11』[131] を生放送。当日は『news every.』、『NEWS ZERO』、『真相報道 バンキシャ!』の3番組合同で被災地からの生中継を中心に構成。福島第一原発事故における水素爆発の一部始終の再現ドキュメンタリードラマ『全電源喪失〜ステーションブラックアウト〜』も放送した。

2013年
- 震災から2年となる3月11日は、『情報ライブ ミヤネ屋』（読売テレビ制作）で「震災2年『被災地のいま』 -めぐる、刻む 午後2時46分-」[132] と題して放送した。また、『news every.』は開始時刻を15:55に繰り上げ、深夜の『NEWS ZERO』も30分拡大した。

2014年
- 震災から3年となる3月11日は、『ミヤネ屋』で「震災3年『被災地のいま』 - それでも前へ それでも明日へ -」[133] と題し、福島県双葉郡富岡町から生中継した（地上波のみの放送に変更された）。続く『news every.』では「3.11 news every.特別版」として通常では設けられていない第4部も別途放送（19:56まで放送時間を拡大〈通常放送している『火曜サプライズ』は休止〉）し、深夜の『NEWS ZERO』も30分拡大で放送した。
- 3月7日は特別番組『夢に描くキセキ 3.11を乗り越えて』（ミヤギテレビ、テレビ岩手、福島中央テレビ共同制作）を放送。

2015年
- 震災から4年となる3月11日は『ミヤネ屋』で震災関連の特集を福島中央テレビから全編生放送した（ミヤギテレビのみ14:55以降のネットを返上し、『この道の先に…〜宮城・震災4年〜』を放送）[134]。ただし、今回は前回同様地上波のみの放送ではあるが、前回までとは異なり、ミヤギテレビのみ自社制作の報道特番への差し替えのため、14:55以降のネットを返上する。続く『news every.』も福島県富岡町からの生中継で放送した。テレビ岩手は『報道特別番組 伝えたい 被災地のいま 〜東日本大震災から4年〜』を放送。深夜の『NEWS ZERO』は通常より15分拡大で放送した。

2016年
- 震災から5年となる3月11日は『ミヤネ屋』で『東日本大震災5年 復興の現在地〜失って得たモノ〜』と題し、前年までと同じく震災関連の特集を放送[135]。『news every.』は金曜日ではあるが、臨時に月 - 木曜日と同様の枠切りによる3部制での放送[注 16]（通常放送している『女神のマルシェ』と『それいけ!アンパンマン』は休止）を行い、『NEWS ZERO』は10分拡大した。
- 系列局の福島中央テレビでは、『ゴジてれChu!特別版 あの日から5年、未来へ』を放送した。
- 系列局のミヤギテレビでは、『OH!バンデス 特別版 あれから5年 そして未来へ…』を放送した。

2017年
- 震災から6年となる3月11日は、13:30 - 15:00に『NNN news every.特別版 震災6年…未来への、キオク』を同日放送の『news every. サタデー』の通常放送とは別に放送した。
- 系列局の福島中央テレビでは、『ゴジてれChu!特別版「東日本大震災6年〜未来へツナグ ストーリー〜」』を放送した。
- 系列局のミヤギテレビでは、『ミヤギテレビ報道特別番組 震災から6年 新たな出発』を放送した。

2018年
- 震災から7年となる3月11日は、『news every.』は通常放送がない日曜日ではあるが、13:15 - 15:00（NNN枠は13:30 - 15:00）に『NNN news every. 特別版 東日本大震災から7年 災害の新常識』を放送。

2019年
- 震災から8年となる3月11日は『ミヤネ屋』で、一部震災関連の特集を放送した。

2020年
- 震災から9年となる3月11日は『ミヤネ屋』で、一部震災関連の特集を被災地である宮城県と福島県の中継を交えて放送。

2021年
- 震災から10年となる3月11日は『NNN未来へのチカラ ミヤネ屋×every.×zero×バンキシャ！特別版』として、『ミヤネ屋』『every.』『news zero』『バンキシャ!』の4番組合同で編成した上で放送[136]。

###### ZIP!
- 2011年4月の番組開始当初は7時台で震災で被災した地域が復興に向け、希望を取り戻す姿を扱うコーナー「HOPE 311」を放送した。また、震災発生日の3月11日を含む週では、震災に関する特集を放送するほか、3月11日当日はエンディングで番組のテーマ曲『MY MORNING PRAYER』（山下達郎）に乗せて被災地からのメッセージを放送している[注 17]（放送が平日の場合のみ[注 18]）が、関連特集の取材に女性司会者（初代：関根麻里[注 19]、2代目：北乃きい[注 20]、3代目：川島海荷[注 21]、4代目:徳島えりか（日本テレビアナウンサー）[注 22]）の参加は1度も実現していなかったが、後述する水卜麻美（日本テレビアナウンサー）が2023年に宮城県東松島市を訪れ、取材を敢行した。また、期間中CM前のアイキャッチで「東北からZIP!」と題し、被災地の市民[注 23] の声を連日放送している[注 24]。なお、初代総合司会の桝太一（日本テレビアナウンサー）が2021年3月26日放送分をもって降板し[注 25] 、同年3月29日放送分からは水卜が2代目総合司会に就任したが、交代後の2022年以降も関連特集の放送は継続している。

2014年
- 3月10日 - 11日の2日間に渡り総合司会の桝と、月曜メインパーソナリティーである山口達也（当時TOKIO）[注 26] が大船渡線BRT[137] を利用して、宮城県気仙沼市、岩手県大船渡市、陸前高田市の奇跡の一本松、岩手県立高田高等学校、小石浜漁港を訪れた。なお、山口は11日の放送にも7時台から出演した。
- 3月11日放送では火曜メインパーソナリティーのMAKIDAI（EXILE）が宮城県南三陸町を訪れ、南三陸町立志津川中学校2010年度卒業生[138] との交流を深めた。この時ATSUSHI（EXILE）がサプライズゲストとして出演し、代表曲である『道』を卒業生とともに合唱した[139]（通常放送している「HATE-NAVI」と「CNM weekly」は休止）。

2015年
- 3月9日 - 11日の3日間に渡り7時台のニュースコーナー「UPDATE」内で桝と、月曜と水曜のメインパーソナリティーである山口達也（当時TOKIO）が前年4月に全線開通した三陸鉄道南リアス線に乗車し、岩手県大船渡市、釜石市を訪れ、復興へ向けての現状をリポートした（11日は通常放送している「なーるほどマスカレッジ」を休止）。

2016年
- 3月9日放送では「なーるほどマスカレッジ」を特別編としてコーナーの時間を拡大して放送（通常放送している「HATE-NAVI」は休止）。桝と、水曜メインパーナリティーである山口達也（TOKIO）が前年7月に開業した仙台うみの杜水族館と宮城県女川市の竹浦漁港[140] を訪れ、震災を乗り越えた海の生物（イロワケイルカ、カリフォルニアアシカ、ダンゴウオ）をリポート。
- 3月11日放送では7時台のニュースコーナー「UPDATE」を拡大し、「子供たちと行く東北タイムトラベル2011→2016」と題したコーナーを内包。桝が埼玉県在住の男女4人の小学生とともに宮城県石巻市[注 27] と岩手県陸前高田市[注 28] を訪れ、被災地の震災発生当時と現状を比較したリポートを行った[注 29]（通常放送している「COMMING SOON」は休止した）。

2017年
- 3月10日放送では6時台の「アレナニ？」で非常食の管理について解説したほか、「ZIP!MAPPING」では岩手県宮古市の様子を紹介（レポートは江口アミ（テレビ岩手アナウンサー））。7時台のニュースコーナー「UPDATE」では、福島県浪江町での取材を放送した。

2018年
- 3月12日放送では6時台の「アレナニ？」で福島県から東京都へ避難している被災者の生活についてのレポートのほかに、7時台のニュースコーナー「UPDATE」で発生日当日である11日に佐藤真知子（日本テレビアナウンサー）が宮城県南三陸町を訪れ、親が子供に震災の記憶をどう伝えているかをレポートした様子を紹介した。

2019年
- 3月11日放送では7時台のニュースコーナー「UPDATE」内で桝が福島県を訪れ、震災の影響で一時的に離れたものの、再び戻ってきた県内の中高生に会い、故郷に対する思いなどをレポートした模様を放送した。

2020年
- 3月10日放送では7時台の「ZIP!特集」で、宮城県仙台市と静岡県で取り組んでいる防災対策をレポートした模様を放送した。
- 3月11日放送では7時台の「ZIP!特集」で「復興が進まぬ東北の漁業」と題し、桝が宮城県石巻市を訪れ、市が取り組んでいる『担い手プロジェクト』の様子をレポートした模様を放送。

2021年
- 3月11日放送では7時台の「ZIP! NEWS7」で福島県小名浜港と中継を結び、震災から10年経った現状をリポートしたほか、直後の「ZIP!特集」は桝がリモートで福島県の漁業を担う若者たちの様子を取材した模様を放送。

##### テレビ朝日系列 (ANN)
- ANN系列24局では2011年5月31日より地上デジタル放送のデータ放送にて、東日本大震災関連情報の提供を行っている[141]。
- ANN各局制作のドキュメンタリー番組『テレメンタリー（2011→2012）』では、震災関連作品を「"3.11"を忘れない」と題したシリーズで放送。これまでに『続・命てんでんこ〜津波と歩んだ人生〜』（岩手朝日テレビ制作）、『家族を見つけたい〜原発30km圏内の捜索〜』（福島放送制作[142]）、『津波を撮ったカメラマン 〜生と死を見つめた49日間〜』（東日本放送制作[143]）などを放送。また2011年12月28日・29日午前（関東地区）に『テレメンタリー年末スペシャル 3・11をわすれない』と題した特番が2日連続で放送された。
- 朝日放送（ABC，現：朝日放送テレビ）製作のアニメ「プリキュアシリーズ」（東映アニメーション制作）は、「震災の辛さを乗り越えるために、毎日笑顔でいられるように」との願いを込めて、翌2012年の番組名を「スマイルとハッピー」がテーマの『スマイルプリキュア!』とした。また、震災当時に放送されていた『スイートプリキュア♪』でも、各キャラクターからの応援メッセージが制作された[144]。
- 2012年1月1日（2011年12月31日深夜）放送の『朝まで生テレビ! 元日スペシャル』では「激論！"福島で考えよう"どう乗り越える？原発事故」と題し、郡山市の福島放送本社スタジオから生放送、原発問題について討論が行われた。さらに同年3月11日（10日深夜）の『朝まで生テレビ! 300回スペシャル』では「激論！福島原発事故の教訓と課題」と題し、与野党議員・識者らをスタジオに招いて討論した。

2012年
- 震災1周年の3月11日は、『3・11 報道特別番組〜東日本大震災から1年〜』と題して約14時間に及ぶ特別編成を実施。9:30 - 11:50は『報道ステーション SUNDAY』を通常より30分拡大して「どうする？原発と日本のエネルギー」のサブタイトルで放送。12:00 - 21:00には『つながろう!ニッポン』として「被災地からのメッセージ〜2012年春〜」、「スーパーJチャンネルSP 秒針が語るあの時」、「フラガール〜笑顔に込めたメッセージ〜」、「レンズが震えた!!3.11 映像の証言」の4部構成で放送。そして21:00 - 23:30は『報道STATION SPECIAL 〜愛おしきあなたへ〜』を放送した[145]。『報道STATION SPECIAL』では岩手県大船渡市から生中継を行い、ゲストとして、フォークシンガーの長渕剛が出演し[146]、「愛おしき死者たちよ」を歌唱した[147]。また、深夜のサッカー情報番組『やべっちFC〜日本サッカー応援宣言〜』でも番組冒頭で「あれから1年…サッカーの“チカラ”」と題した特集を放送した。

2013年
- 発生から2年が経つ3月10日に『池上彰の学べるニュース 復興の今緊急解説スペシャル』を放送。
- 震災2年となる3月11日は『スーパーJチャンネル』の開始時刻を13:55に繰り上げ、「〜"震災"いまも…732日目の現実〜」のサブタイトルで5時間弱に及ぶ拡大放送を実施した。

2014年
- 震災3周年の3月11日には、『テレメンタリースペシャル〜被災地からのメッセージ2014年春〜』を放送（ナレーションは岩手県出身の俳優、村上弘明）。また、『スーパーJチャンネル』の開始時刻を13:55に繰り上げ、前年と同様の5時間余りの拡大放送を実施した。

2015年
- 3月8日、15日の『新婚さんいらっしゃい!』（朝日放送）は岩手県宮古市での公開収録を放送。
- 震災4年の3月11日には、『情報満載ライブショー モーニングバード!』の放送時間を10:30まで拡大。また、『スーパーJチャンネル』の開始時刻を14:00に繰り上げ、前年とほぼ同様の5時間の拡大放送を実施。『ナニコレ珍百景2時間スペシャル』は「東北応援スペシャル」と題して放送した。

2016年
- 震災5年の3月11日には『スーパーJチャンネル』の開始時刻を前年同様14:00に繰り上げ、『ANN報道特別番組 スーパーJチャンネルSP 東日本大震災から5年 〜全編LIVE"25"のいま〜』と題して放送。
- 系列局の福島放送では、9:55 - 10:50まで『復興へ 進むカタチ 〜ふくしまの今〜』を、15:50 - 17:53[注 30] に『ふくしまスーパーJチャンネルSP 大震災から5年 復興への歩み』を放送した。
- 系列局のメ〜テレでは、16:48 - 17:53[注 30] に『UP! 東日本大震災から5年〜復興・支援・避難 それぞれの岐路〜』を放送した。

2017年
- 震災6年の3月11日には13:59 - 15:30に『スーパーJチャンネルスペシャル 映像が語る“あのとき" 6年後の証言』を同日放送の『スーパーJチャンネル』の土曜版の通常放送とは別枠に放送。AbemaTVのAbemaNewsチャンネルでも配信。
- 系列局の岩手朝日テレビ・東日本放送・福島放送では、『3.11報道特別番組「ともに、未来へ〜あの日から6年 被災地の今〜」』（第1部：15:30 - 16:30[注 31]、第2部：16:30 - 17:30）を放送。

2018年
- 震災7年の3月11日には13:55 - 15:20に『ANN報道特別番組 東日本大震災から7年 スーパーJチャンネルSP』を同日放送の『ANNスーパーJチャンネル』（日曜版）の通常放送とは別枠に放送した。AbemaTVのAmebaNewsチャンネルでも配信。
- 系列局の岩手朝日テレビ・東日本放送・福島放送では、『岩手・宮城・福島 東日本大震災7年報道特別番組 伝えたい3.11〜未来へ〜』（15:20 - 16:25[注 32]）を放送。

2019年
- 震災8年の3月11日には『ワイド!スクランブル』は通常通り第2部を放送した後引き続き、13:40 - 15:00に『ANN報道特別番組ワイド!スクランブル』を別途放送。

2020年
- 震災9年の3月11日には『大下容子ワイド!スクランブル・第2部』は放送時間を拡大し、15:00まで放送。

2021年
- 震災10年の3月11日には『あの日から10年〜東日本大震災 スーパーJチャンネルSP』と題して、同日の通常放送とは別に13:50 - 15:43に放送[136]。また、同日の『報道ステーション』は「報道ステーションSP 3.11から明日へ」と題して通常より15分拡大。

###### 徹子の部屋
2011年
- 7月8日に「被災地ハイチと東北」と題し、ユニセフ親善大使を務める司会の黒柳徹子が東北地方を視察する企画を放送。また、7月10日の『サンデープレゼント』枠で「大災害の中にも子どもの笑顔〜黒柳徹子のハイチ・東北報告」と題した特別番組を放送した[148]。

2013年
- 震災2周年の3月11日には村﨑太郎が出演し、被災地での反省ザル次郎の活動を語った。

2014年
- 震災3周年の3月11日には、前述の『テレメンタリースペシャル』のナレーションを務めた村上弘明が出演した。

2015年
- 震災4年の3月11日は、手品師・タレントのマギー審司（宮城県気仙沼市出身）が出演（ただし、2016年以降は通常放送のため、被災地出身者のゲスト出演は行われなくなった）。

##### TBS系列 (JNN)
- TBSテレビ・JNN各局制作のドキュメンタリー番組『報道の魂』（TBS以外では『JNNルポルタージュ』）では、2011年6月5日深夜（6月6日未明）放送回をJNN15局で共同制作し、オムニバス方式のドキュメンタリー『3・11大震災 記者たちの眼差し』と題して放送した[149]。9月10日深夜（11日未明）には震災半年になることから、第2弾として『記者たちの眼差しII』を放送[150]、さらに2作で放送した41本中、9本を再編集して11月28日未明（27日深夜）に放送した。その再編集版は第66回文化庁芸術祭賞テレビドキュメンタリー部門優秀賞を受賞している。

2011年
- 3月13日の『サンデーモーニング』は震災特番としてCMなしで11:30まで延長放送した。また、同番組では2012年3月11日まで「考・震災」のコーナーを放送した。
- 『JNNニュース』と『Nスタ』では「シリーズ・復興への槌音」を、東北放送のローカルニュース番組『Nスタみやぎ』では「JNN三陸支局レポート」を、それぞれ長期的なシリーズとして放送している（TBSニュースバードでも放送）。
- 東北放送のローカルバラエティ番組『サンドのぼんやり〜ぬTV』にて、番組レギュラーのサンドウィッチマンらが宮城県気仙沼市で同番組のロケ中に被災した。以降、収録が休止されたため過去の傑作選を放送していたが、5月3日の放送で被災後の気仙沼の様子を紹介した。
- 7月7日の『スパモク!!』枠の『激闘大家族スペシャル 自給自足19年・大自然の小さな家2』では、2010年12月23日の放送で登場した福島県天栄村の大家族の震災後の様子を紹介した[151]。また、10月7日の『激闘大家族スペシャル〜泣いてたまるか!!子供の為に…大決断!4男1女7人の大家族 車で1000キロの大移動〜』では、福島県川俣町から香川県小豆島に移住した家族の様子が紹介された[152]。
- 12月25日には『報道の日 2011 記憶と記録そして願い』と題して、15時間の大型報道特番が編成された。朝8時の『サンデーモーニング』特番を皮切りに23時まで4部構成からなる番組を放送した[153]。

2012年
- 3月10日・11日の両日は『絆スペシャル』と題した特別番組を2日間にわたって編成した。11日は8:00 - 9:55に『サンデーモーニング』を宮城県気仙沼市から生中継、14:00 - 16:55に『Nスタ×NEWS23クロス3・11絆スペシャル』を、19:00 - 20:54に『朝ズバッ!絆スペシャル 巨大津波…私は生きた〜語り継ぐいのちの記録』を宮城県気仙沼市の「復興商店街」の特設スタジオから生放送した。当日は司会のみのもんたにより警戒区域内のリポートも行われた。

2013年
- 震災2周年の3月11日には、『大震災2年 復興と現実〜被災地の「今」あなたは知っていますか〜』を生放送。

2014年
- 3月10日の月曜ゴールデンは『テレビ未来遺産 震災直後…生死を分ける72時間になすべきこと』を放送した。
- 震災3周年の3月11日は『報道特別番組・震災3年・復興と未来〜“これから”のために〜』を放送。直後の『Nスタ』は堀尾正明が宮城県気仙沼市の復興商店街を訪問し、生中継を行った。

2015年
- 3月8日の『夢の扉+』は、「技術のチカラで被災地に笑顔を!」を放送。
- 3月11日は『大震災4年Nスタスペシャル 被災地は今、思い新たに』をこの日の『Nスタ』通常放送とは別枠でローカルセールス枠にて、東北放送（TBC）は『Nスタみやぎスペシャル 東日本大震災4年〜復興の現在地〜』をそれぞれ放送した。

2016年
- 3月6日の『サンデーモーニング』は、通常のコーナーを休止・内容変更し、震災から5年に関連する内容を放送。
- 3月9日はテレビユー福島で『TUF NEWS LIVE スイッチ!スペシャル』を放送。
- 3月11日は『Nスタ拡大版 3.11震災5年 記憶を未来へ伝える力』をこの日の『Nスタ』通常放送とは別枠で全国ネットにて放送[154]。

2017年
- 3月11日は『3・11 7年目の真実』をローカルセールス枠にて放送（ゲストは新海誠〈アニメ映画監督〉、キャスターは膳場貴子）。IBC岩手放送は『IBC 東日本大震災報道特別番組 忘れない3.11「未来へつなぐ6年」』を、東北放送（TBC）は『Nスタみやぎスペシャル〜東日本大震災6年 復興の現在地〜』を、テレビユー福島は『TUF報道特別番組「震災から6年、ふくしまを取り戻す」』、テレビ山梨（UTY）では『これが東北魂だ 九州魂だ 駅弁で日本がつながる!』（東北放送制作）を、CBCテレビでは『イッポウスペシャル 防災列島〜震災6年“備え”は今〜』を放送。

2018年
- 3月11日は『Nスタ 震災7年〜生死を分ける72時間 巨大地震にあなたは?』をこの日の『Nスタ』（日曜版）の通常放送とは別枠に放送。

2019年
- 3月11日は『Nスタスペシャル 震災8年〜生死を分ける72時間 巨大地震にあなたは?』を13:55 - 15:49にこの日の『Nスタ』通常放送とは別枠で放送。

2020年
- 3月11日は、この日の『Nスタ』通常放送とは別枠で13:55 - 15:49に『Nスタスペシャル 震災9年の真実〜“想定外”から命を守れ〜』を放送。

2021年
- 3月7日は『東日本大震災10年　つなぐ、つながるスペシャル』を14:00 - 15:54に放送[136]。震災10年となる3月11日は、この日の『Nスタ』通常放送とは別枠で13:55 - 15:49に『東日本大震災10年 Nスタスペシャル〜つなぐ、つながる』を放送[136]。19:00 - 22:57に『音楽の日・3.11』を放送。

###### 情熱大陸
毎日放送 (MBS) 製作のドキュメンタリー番組『情熱大陸』では、例年3月11日に近い日曜日になると、震災関連特別編を放送している。ただし、2017年以降は放送していない。
- 2011年5月1日の放送で、震災から50日間かけて東北楽天ゴールデンイーグルスの葛藤に密着した。初優勝後の2013年10月27日にも放送された。
- 震災から半年を迎えた9月11日の放送で「石巻日日新聞」の社員の姿に密着。1998年（平成10年）の放送開始以来初の生放送（石巻から生中継）を行った。また、震災から1年となる2012年3月11日にも「石巻日日新聞」に密着し、番組テーマ曲を演奏するヴァイオリニストの葉加瀬太郎がイギリス・ロンドンから衛星生中継で出演し、生演奏を披露した[155]。
- 2012年3月25日には「仙台市立八軒中学校吹奏楽・合唱部 高田志穂先生と部員34人の一年間」と題し、同校の1年間に密着した。
- 2013年3月10日には、元プロボクサーであり、医師である川島実に密着した。
- 2014年3月9日には、4月6日に全線で運行を再開した三陸鉄道に密着した。
- 2015年3月8日には、防災プロデューサーの永田宏和に密着した。
- 2016年3月13日には、ロックバンド・プリンセスプリンセスが同年3月11日にオープンしたライブハウス「仙台PIT」での杮落としライブに密着した。

##### テレビ東京系列 (TXN)
- ドキュメンタリー番組『日経スペシャル ガイアの夜明け』では2011年3月29日放送回より「復興への道」と題したシリーズを定期的に放送、2012年3月6日には震災から1年を機に『ガイアの夜明け 復興への道』と題し、30分拡大版で放送した[156]。

2011年
- 8月11日の『日経スペシャル カンブリア宮殿』は、震災から5か月の節目となる事から、特別版として「祭りで地域を取り戻せ！」と題し、司会の村上龍と小池栄子が宮城県仙台市を訪れ、東北地方の夏祭りによせる人々の想いを紹介した[157]。

2012年
- 3月4日には、スペシャルドラマ『明日をあきらめない…がれきの中の新聞社〜河北新報のいちばん長い日〜』を放送[158][159]。

2015年
- 震災4周年の3月11日はドラマスペシャル『フラガールと犬のチョコ』（主演・瀧本美織）を放送した。

2021年
- 3月8日は『ザ・ドキュメンタリー 海の声が聞こえますか 東日本大震災から10年』を3:10 - 3:40に放送[136][160]。

###### NEWSアンサー
番組自体は2016年11月4日に終了（翌週の11月7日から『ゆうがたサテライト』開始に伴うもの）。
2012年
- 3月5日から9日の1週間にわたり、被災地から生中継を行った[156]。

2015年
- 3月9日から3月11日まで震災から4年に関連する連続特集を放送。

2016年
- 震災5年となる3月11日は、特別編成『アンサー スペシャル【ふくしまの真実】』を通常より時間を拡大し、17:50まで放送。

##### フジテレビ系列 (FNN/FNS)
- フジテレビ系列28局が制作するドキュメンタリー『FNSドキュメンタリー大賞』では、2011年度は『3・11 あの時、情報は届かなかった』（フジテレビ制作）など震災関連の作品が制作された。2012年1月29日に放送された『決定!第20回FNSドキュメンタリー大賞』では、2011年度の特別賞に岩手めんこいテレビ制作の『浜からの証言〜2011.3.11東日本大震災〜』が選出されている。
- 『ザ・ノンフィクション』では、2012年1月15日と1月22日の2週にわたり、600回記念として『老人と放射能〜FUKUSHIMA〜』と題し、福島県浪江町に住む一人の老人の生活を通したドキュメンタリーを放送した。

2011年
- 3月27日に、チャリティー音楽特番『FNS音楽特別番組 上を向いて歩こう 〜うたでひとつになろう日本〜』を生放送。

2012年
- 3月9日の『金曜プレステージ』枠にて、自衛隊の救助活動に密着したドキュメンタリー『自衛隊だけが撮った0311〜そこにある命を救いたい〜』を放送。
- 3月10日、バラエティ番組『めちゃ2イケてるッ!』で被災地応援企画として、『めちゃ2イケてるッ! 東北とつながってるね!生放送でプレゼントSP』と題し生放送した。
- 震災1周年の3月11日は、FNN報道特別番組『東日本大震災から1年…“希望の轍”』を、東京・国立劇場で開催された「東日本大震災1周年追悼式」や、被災3県での追悼式典の生中継を、被災地のリポートなども交えて放送した。また『Mr.サンデー』も、放送時間を拡大し『Mr.サンデー 特別編 3・11とニッポンと私』として放送した[161]。
- 関西テレビの健康情報番組『S-コンセプト』（関西ローカル）では、震災から1年となる3月11日に「みんなの大疑問!イチからわかる放射能」を放送した[162]。

2013年
- 3月9日には『土曜プレミアム』で『突入！福島原発に挑んだ男たち〜激闘秘話！命と執念の12日間』を放送。
- 震災2周年の3月11日には、FNN報道特別番組『東日本大震災から2年 希望の轍2013 東北を歩こう』[163] を放送した。また、同日の『SMAP×SMAP』では、「特別企画 あの時、言えなかった「ありがとう」」と題し、岩手県釜石市を訪問した。

2014年
- 3月9日は、特別番組『みちのく SLギャラクシー THE NEW EAST EXPRESS』を放送。『ザ・ノンフィクション』では「わ・す・れ・な・い 三年後の肖像」と題し、宮城県石巻市に住む4つの家族を取り上げた。また、『Mr.サンデー』では「東日本大震災から3年〜地震予知最前線スペシャル〜」のサブタイトルをつけて放送時間を拡大して放送した。
- 震災3周年の3月11日には、特別番組『あの日が教えてくれること〜東日本大震災から3年〜』を放送。また、『スーパーニュース』も震災特集を中心に放送した。

2015年
- 3月7日は『わ・す・れ・な・い〜巨大津波から逃げる〜“秒との闘い"4年目の新検証』を放送。また翌8日の『Mr.サンデー』は「地震予測スペシャル〜巨大地震から命を守れ!〜」と題して放送。
- 震災4周年の3月11日には『FNN報道特別番組 震災と原発と日本の覚悟』を、仙台放送では『スーパーニューススペシャル 僕たち私たちの1462日〜東日本大震災から4年〜』を放送した。

2016年
- 震災5周年を前に、3月4日の金曜プレミアムは『消防隊だけが撮った0311 彼らは「命の砦」となった』を、3月6日の『ザ・ノンフィクション』は「わ・す・れ・な・い 明日に向かって〜運命の少年〜」それぞれを放送。
- 震災5周年の3月11日の『直撃LIVE グッディ!』は通常放送を行ったが、全編震災関連の内容に変更した（全編ローカルセールス枠である第2部を通常時非ネットとする局でも全局臨時ネットとしたが、一部局に限り、自社制作報道番組のため、第2部の途中である15:29に臨時の飛び降り点が設けられた）。

2017年
- 震災6周年の3月11日には『FNN報道特別番組 日本を襲う巨大地震 忘れていないか3.11』を、仙台放送では『わ・す・れ・な・い〜6年目の選択〜』を放送[注 33]。岩手めんこいテレビ・仙台放送・福島テレビでは共同制作の『明日への羅針盤 〜震災から6年 ふるさとの未来〜』を放送。

2018年
- 震災7周年の3月11日には『FNN3・11報道特番 その避難は正解か!?』を放送。

2019年
- 震災8周年の3月11日の『直撃LIVE グッディ!』は通常放送を行ったが、一部震災関連の内容で放送した（全編ローカルセールス枠である第2部を通常時非ネットとする局でも全局臨時ネットとした）。また、15:50 -16:50に「わ・す・れ・な・い 〜平成最後の証言〜」を放送した。

2020年
- 震災9年となる3月11日の『直撃LIVE グッディ!』は通常放送を行ったが、一部震災関連の内容で放送した（全編ローカルセールス枠である第2部を通常時非ネットとする局でも全局臨時ネットとした）。また、『わ・す・れ・な・い〜死者をゼロにする情報とは〜』を15:50 - 16:50に放送した。

2021年
- 震災10年となる3月11日は『東日本大震災10年。私たちは…わすれない。3.11特別編バイキング×イット!』と題して放送。『バイキング MORE』を通常より30分拡大して11:15 - 15:15に放送し、 『わ・す・れ・な・い　10年間の全記録（仮）』を15:15 - 16:50に放送し[136]、『Live News イット!』は『FNN Live News イット!特別版 未来へつなぐ震災10年』と題して放送[136]。

#### 衛星放送 (BS・CS)
WOWOW
- 震災に配慮し、3月放送予定だった一部番組（ドラマ、映画）に災害描写があったため、番組差し替えの措置を取った[164]。
- 災害救助法適用地域9県（青森・岩手・宮城・福島・茨城・千葉・栃木・新潟・長野）に限り、受信設備の故障や避難勧告などで視聴できなかった期間について契約視聴料金を免除する措置を取った[165]。

BS11
- 3月27日に放送予定だった『ウルトラマンA』第15話「黒い蟹の呪い」が、怪獣が海から出現して街を破壊する描写がある事から放送中止となり、以降一話繰り上げて放送された。

CS（スカパー!/スカパー!HD・スカパー!e2・スカパー!光）
- スカパー!などを運営するスカパーJSATでは、震災による被害で視聴不能となった東北被災3県の加入者に限り、3・4月分の視聴料等を免除すると共に、5月以降の放送サービス及び請求停止する措置を取った[166]。
- 震災発生以後からしばらくは、スカパー!で放送の各チャンネルにおいて画面上隅に災害アイコンを表示した。
- テレビショッピング専門チャンネルのショップチャンネルやQVCなどは、震災を受け10日間前後にわたり放送を休止、画面に静止画でメッセージを表示（その後順次再開）した[167]。
- フジテレビONE+TWO+NEXTは、地震発生直後から12日昼までフジテレビ地上波のサイマル放送で対応し、ONE・TWO・NEXTとも12日には段階的に通常編成に復帰[注 34]。また、日テレNEWS24も日本テレビ地上波のサイマル放送（日テレG+および日テレプラスは通常編成）、TBSニュースバードもTBS地上波のサイマル放送で対応（ただし深夜の時間帯はTBSニュースバードの番組をTBS系列地上波が逆サイマルで放送。なおTBSチャンネルは通常編成）。朝日ニュースターもテレビ朝日の地上波アナログ放送を受けてサイマル放送を行った（テレ朝チャンネルは通常編成）[注 35]。
- ファミリー劇場では3月20日の「『ウルトラセブン』一挙放送計画」[注 36] の第26話「超兵器R1号」に怪獣が放射能ガスを吐く描写があるため[168]、アニマックスでは『東京マグニチュード8.0』に災害描写があるため、それぞれ中止・打ち切りとした[169]。
- ザ・シネマなどの映画系チャンネルでもWOWOWと同様、3月・4月放送予定の作品に災害等の描写があったため、作品の差し替えが行われた[170]。
- 2011年以降、ディスカバリーチャンネル、ヒストリーチャンネル、ナショナルジオグラフィックチャンネルといったドキュメンタリー専門チャンネルにおいて、東日本大震災関連を取り上げたドキュメンタリー作品を放送している。

#### 池上彰の出演番組
2011年3月末をもってテレビ出演をすべて休止する予定となっていた、フリージャーナリストの池上彰（元NHK記者） の出演が震災以降増加した。特に震災直後からしばらくは、各局で緊急の生放送特別番組も組まれ、池上が震災・原発事故などに関する解説を行った。4月以降も池上が出演を延長 する形となり、現在も特番で震災などに関する解説を行っている。
- 特に池上がレギュラー出演しているテレビ朝日系の『池上彰の学べるニュース』は、2011年3月16日から4月6日まで4週にわたり、毎週水曜日19時から3時間の緊急生放送スペシャルを放送し、地震災害や福島第一原子力発電所事故などについて解説した他、番組内で随時震災・原発事故関連の最新情報を伝えた[注 37]。さらに4月13日に同番組の特別編として『池上彰が伝えたい!東日本大震災の今』（19:00-20:54）が放送された[注 38]。
- テレビ東京系でも2011年3月20日・27日の2週にわたって『池上彰の緊急報告 大震災のなぜに答える』を放送し、池上が各界の専門家らと共に大地震や原発事故などについて検証した[注 39]。
- フジテレビ系で3月29日に放送された『教えてMr.ニュース 池上彰のそうなんだニッポン』（カスペ!枠）も番組の一部を生放送とし、震災関連の解説をした。また、震災発生から1か月となった4月11日にも同じフジテレビ系にて、『教えてMr.ニュース』のスタッフが制作した『池上彰が緊急生放送 今震災について本当に知りたい10のこと!』（19:00-20:54）が放送された。
- また、震災発生から半年を迎える前日の2011年9月10日には、フジテレビ系で19時より4時間の大型特別番組で、『教えてMr.ニュース』のスタッフが制作した『池上彰緊急スペシャル 世界が変わった日』を放送。ちなみに9月11日は2001年に起こったアメリカ同時多発テロ事件から10年の節目でもあったため、この二つを世界を震撼させた出来事として池上が解説を行った[173]。また震災から1年を迎える前日の2012年3月10日にも土曜プレミアム枠（21:00-23:10）にて『池上彰スペシャル 世界が変わった日〜あの震災から1年〜』を放送した[161]。
- 『学べるニュース』の特別編である『東日本大震災の今』の放送後正式にテレビを降板したが、2011年10月12日に同じテレビ朝日系で放送された『池上彰が伝える世界の今』に池上が半年ぶりに出演[174] したほか、12月31日18時から2012年1月1日未明にかけて生放送された年末特番『そうだったのか!池上彰の学べるニュース 年またぎ7時間半SP!!』にも池上が生出演し、震災・原発事故をはじめとする2011年の出来事などについて解説を行った。さらに、発生から2年が経つ2013年3月10日の21:00から23:10に『池上彰の学べるニュース 復興の今緊急解説スペシャル』を放送した。
- 2012年3月4日にテレビ東京系で放送された『明日をあきらめない…がれきの中の新聞社〜河北新報のいちばん長い日〜』でも池上がナビゲーターを務めた[159]。
- メ〜テレでは2012年から『池上彰と考える!巨大自然災害から命を守れ』（2014年から2017年では『ドデスカ!』『UP!』とタイアップ）を年1回、東海ローカルで放送している[175]。
- 2016年3月1日に日本テレビ系で放送された『櫻井翔×池上彰 教科書で学べない災害』でも池上が司会を務めた。
- 2016年3月9日にTBS系では『水トク!』枠で『緊急!池上彰と考える巨大地震 その時命を守るためにIV』を放送。
- 2021年3月11日はテレビ東京系では『池上彰の災害サバイバル〜地震・台風…明日から役立つ10ヵ条〜』を放送[176]。

### 報道上の問題など
- フジテレビ・FNN系列で放送された報道特別番組において、3月12日夜、菅直人首相（当時）の記者会見を中継した際、スタッフの発言の音声が混信する放送事故があった。その際の発言の内容が問題視されたこともあり、この件について21日、同局が謝罪した[177]。
- 日本テレビの情報ワイドショー番組『スッキリ!!』の3月14日放送分で大震災について伝えた際、中継先の宮城県気仙沼市にいたリポーターが中継回線がつながらなかった事を皮肉る様な発言をしている模様が放送された。この件について同局は3月28日、リポーターを厳重注意した[178]。
- 8月には、宮城県石巻市で医師を装って無免許で医療ボランティアとして活動していた男性を、日本テレビ系列の情報ワイドショー番組で取り上げていた事がわかった。まず、『スッキリ!!』の7月11日放送分で、被災地で活動するボランティアで熱中症が増えているという情報を取り上げた際に件の男性がコメントしていた[179] 他、『情報ライブ ミヤネ屋』（読売テレビ製作）の4月25日放送分で震災ボランティアについて特集した際にインタビューに答えていた事がわかった[180]。この件に関して、両局はそれぞれ各番組ホームページに「おことわり」を掲載した他、件の男性を取り上げた経緯を各番組内にて説明した[181]。なお、件の男性は8月19日、宮城県警察に医師法違反で逮捕されている[182]。

## 支援活動

### 義援金
NHKと民放各局が、地震被災地への義援金の受け付けを実施している。受付期間は局により異なる。
| 放送局 （系列）      | 名称                                                  | 公式 サイト | 備考 |
| -------------------- | ----------------------------------------------------- | --- | --- |
| NHK                  | 東日本大震災義援金                                    | | NHKの窓口での受付は2011年3月14日から2014年3月31日まで。以降は日本赤十字社で受け付けている。                                                         |
| 日本テレビ (NNN/NNS) | 24時間テレビ 「東日本大震災緊急募金」                 | | 2011年3月12日から6月30日まで実施。インターネット募金に送金する場合、クレジットカードが必要。                                                        |
| 日本テレビ (NNN/NNS) | 24時間テレビ 「復興 東日本大震災募金」                | 2012年3月3日から18日まで実施。上記「緊急募金」と同様にインターネット募金の他、銀行振込による募金も受け付けた。ただしこちらは寄附金控除の対象にはならない。 | |
| テレビ朝日 (ANN)     | テレビ朝日ドラえもん募金 「東日本大震災被災者支援」   | | 通常の「ドラえもん募金」ではNTTのサービスを利用するが、電話回線事情を考慮し銀行振込に変更して実施した。                                             |
| TBS (JNN・JRN)       | 「東日本大震災」 JNN・JRN共同災害募金                 | | 東日本大震災を対象とする募金は2011年3月14日より2021年3月26日まで実施。                                                                              |
| テレビ東京 (TXN)     | 東日本大震災TXN災害募金                               | | 振込先のみずほ銀行のシステム障害 のため、3月下旬よりしばらく三井住友銀行に切り替えて行った。                                                        |
| フジテレビ (FNN/FNS) | フジネットワーク募金 緊急募金 東日本大震災 被災地救援 | | 2011年3月13日から4月30日まで実施。振込先のみずほ銀行のシステム障害 のため、銀行振込による受付を取り止め、イベント会場などでの募金受付のみ実施した。 |
| TOKYO FM (JFN)       | JFNヒューマンコンシャス募金                           | | Yahoo!ボランティアを通じ、インターネット募金も可能。                                                                                                |

上記以外にも、地方各局が独自で義援金を受け付けている。

### 共同キャンペーン
NHK
- 復旧復興支援キャンペーン「NHK東日本大震災プロジェクト」[187] を2011年5月から展開。放送やイベント、NHK公式サイト「NHKオンライン」などを通じて支援を行っている。NHK主催イベントでは来場者からフォトメッセージを募集し、その場で記念写真としてプレゼントするほか、公式サイトにも掲載される。
- 2012年には復興支援ソングとして「花は咲く」を制作。被災地に縁の深い著名人34組が歌唱している。NHKオンラインや音楽配信サイトで配信するほか、同年5月23日にCD発売された[188]。

日本テレビ系列
- 震災被災者に向けて、同局で放送されている番組の出演者らがそれぞれのメッセージを伝える3秒スポットCM『がんばろう！ニッポン』を放送。CMには嵐（『嵐にしやがれ』）をはじめ、AKB48（『AKBINGO!』など）、萩本欽一（『欽ちゃんの仮装大賞』）、島田紳助（『行列のできる法律相談所』『人生が変わる1分間の深イイ話』）、羽鳥慎一[189]（『ズームイン!!SUPER』、『深イイ話』など）、くりぃむしちゅー（『世界一受けたい授業』など）、ネプチューン（『しゃべくり007』など）、ナインティナイン（『ぐるぐるナインティナイン』）、桂歌丸（『笑点』）、久本雅美（『メレンゲの気持ち』、『ヒルナンデス!』〈4月新番組〉）、ウエンツ瑛士（『火曜サプライズ』）、イモトアヤコ（『世界の果てまでイッテQ!』）、読売ジャイアンツの選手などが出演した。このスポットCMは2011年3月20日から5月上旬まで放送された。

テレビ朝日系列
- 『つながろう!ニッポン』のキャンペーンを展開。関連特別番組を不定期編成した他、被災地からの声をYouTubeで公開。また、同局系で放映中のアニメ『ドラえもん』の登場人物が手をあわせて「小さな力も、大きな力に！」のメッセージを送るCMを制作し、3月下旬から放送した（テレ朝動画でも無料公開された）。

TBS系列
- 震災被災者支援のプロジェクトとして、ラジオネットワークのJRNと共同で『JNN・JRN絆プロジェクト』を展開。2011年3月19日の生放送番組より、番組や公式サイトを活用して、支援イベントを実施した[190]。
  - 同プロジェクトの一環としてBS-TBSでは、2011年3月31日より4月ごろまで、同局番組出演者出演の10秒メッセージスポットCMを放送し、中村勘太郎やU字工事らが出演した[191]。

テレビ東京系列
- 『元気をだそう!』キャンペーンを展開、同局で放映されているアニメをはじめとする子供向け番組のキャラクター達が応援メッセージを送る5秒スポットCMがアニメ枠を中心に放送された（同局公式サイトでも動画を公開[192]）。

フジテレビ系列
- 2011年度の『FNSチャリティキャンペーン』では、創設38年目にして初めて日本を支援対象国とし、FNS28局をあげて支援を行った。また、3月21日より震災被災者支援のため、統一キャンペーン『ひとつになろう日本』[193] を展開し、日本赤十字社への募金受付を放送、公式サイトなどで呼び掛けた他、同局制作番組の出演者による『ひとつになろう日本』の3秒スポットCMを放送した。また、同局では報道・情報番組（主に『とくダネ!』など）や公式サイトにて『被災地伝言板メッセージ』として被災者からのメッセージを動画で紹介した。
  - 2011年3月18日、フジテレビCSR推進プロジェクトチームが被災地の子供たちを支援するためのプロジェクト『こどもおうえんプロジェクト』を立ち上げ、被災地の子供たちを支援する出張イベントなどの活動を行っている。

### 番組を通しての支援

#### NHK
- 2011年3月19日から5月下旬まで、総合・教育・BS2・BS hi（BS2・BS hiは4月1日よりBSプレミアムへ移行）にて、被災者を歌で激励するミニ番組『歌でつなごう 〜被災者のみなさんへ〜』を放送した。5月3日には総合テレビで『歌でつなごう 〜いまあなたに届けたい〜』が放送された。また、AKB48のメンバーが出演した「いま、私たちにできること」と題したメッセージPR映像が、放送およびNHKの公式サイトで公開された。
- 2011年3月21日から4月8日まで、総合テレビとBS1で、被災地及び被災者へのメッセージを届ける番組『被災者 いま訴えたいこと』を放送した[194]。
- 総合テレビの音楽番組『SONGS』では、2011年4月6日放送のサブタイトルを「歌にこめた祈り」とし、出演者がそれぞれの楽曲を被災者へのメッセージ付きで紹介した。また、同番組ではチャリティ企画『（みんなの）春よ、来い』プロジェクトを立ち上げ、松任谷由実の楽曲「春よ、来い」に全国の人々のコーラスを加えた新バージョンを制作しインターネットで配信、収益を全額被災地に寄付した[195]。
- 総合テレビの音楽番組『MUSIC JAPAN』では震災以降、AKB48のメンバーによる被災地訪問をはじめ、flumpoolによる仙台市の中学校訪問、福島県出身者によるバンド猪苗代湖ズの出演（2011年4月17日）など、被災地支援の企画が頻繁に行われた。
- 2011年4月12日より総合テレビの『お元気ですか日本列島』と『ゆうどきネットワーク』を「震災に負けない」という通年テーマを掲げて放送を再開。後者は5月中旬まで暫定的に、本来放送されない近畿地方でもネットされた。
- 2011年6月より『NHKのど自慢』のスピンオフ企画として、東北地方で月に1度『歌おう!東北のど自慢』と題した復興支援イベントを開催。東北6県の総合テレビの『東北Z』枠にて放送した。第1回は6月に福島県田村市[98][196] で行われ、以後、宮城県岩沼市[197]、岩手県山田町、宮城県石巻市、宮城県南三陸町、と計5回開催された。一部の回は後日『ろーかる直送便』で全国放送されている。
- 2011年8月13日放送の総合テレビ『第43回思い出のメロディー』は電力事情への配慮から、例年の会場である東京のNHKホールからNHK大阪ホールに会場を移した。また、震災を受けて「人々に元気と勇気を与えた名曲」を特集した。
- 2011年8月16日放送の総合テレビ『洋楽倶楽部80's サマースペシャル』では、震災被災者支援のため、1980年代のAID楽曲を特集して放送した[198]。
- 2011年9月11日には岩手県久慈市にて『NHKのど自慢』の公開生放送を開催。通常より30分長い75分の拡大版で生放送された[199]。なお9月23日には『NHKスペシャル きこえますか 私たちの歌が 〜被災地 のど自慢〜』と題し、のど自慢に出場した被災者たちの姿を追うドキュメンタリーが放送された[200]。
- 2011年8月26日、毎年全国各地で行っている『歌謡チャリティーコンサート』を東日本大震災被災地支援として、1995年に阪神・淡路大震災で被災した兵庫県神戸市にある神戸国際会館・こくさいホールにて、公開収録を行った。この模様は9月20日に総合テレビで放送された。
- 2011年10月31日から11月4日の週の総合テレビ『あさイチ』では、司会の井ノ原快彦（20th Century）らが福島県へ出向き、現地で生放送を行った。東京のスタジオ以外からの放送はこれが初となった[201]。
- 2011年12月31日から2012年1月1日放送の『ゆく年くる年』では、震災後初の年越しとなる岩手県平泉町の中尊寺、福島県相馬市の相馬太田神社など、東北各地の神社・寺院からの中継を交えて放送した。
- 2012年1月7日より、震災当時のインタビューで綴る5分間のミニ番組『あの日 わたしは〜証言記録 東日本大震災〜』を総合テレビで放送開始。また、月に1〜2度の頻度で43分版の『証言記録 東日本大震災』も放送されている。
- 2012年1月中旬より、震災から1年となる3月11日まで、NHK全局で放送内外にて「被災地の支援および将来の防災・減災の期間」と位置付けた取り組みが行われた[202][203]。
  - 同年3月1日より『あさイチ』、『ゆうどきネットワーク』等の生放送番組にて、東北各地からの移動生中継を行い、被災地復興の取り組み等を紹介。
  - 3月3日にスペシャルドラマ『それからの海』を放送、同ドラマでは被災地の一つである岩手県田野畑村を舞台に、被災した家族の再生の行方が描かれた。
  - 3月10日・11日には生放送の長時間特番『明日へ 支えあおう 〜東日本大震災から1年〜』を放送。
  - 3月10日は、福島県須賀川市と千葉・幕張メッセを結び、復興支援音楽特番『震災から1年 "明日へ"コンサート』を、BSプレミアムと総合テレビにて生放送した[204]。
- 2012年4月8日より、総合テレビで復興支援番組『明日へ〜支えあおう〜』の放送を開始[205]。
- 2012年4月7日よりEテレの英語アニメ『リトル・チャロ』では、東北地方の民話の世界が舞台とした日本語による新シリーズ『リトル・チャロ〜東北編〜』を放送[206]。

NHK東日本大震災プロジェクトの一環となるドラマ作品
- 連続テレビ小説『梅ちゃん先生』（総合テレビ、2012年4月2日 - 9月29日放送、156回）
第二次世界大戦により焦土と化した東京・蒲田を舞台に設定し、地域医療に生きる女性を主人公に、戦後復興と家族・地域の絆をテーマとして描く。
- 大河ドラマ第53作『八重の桜』（総合テレビ、2013年1月6日 - 12月15日放送、50回）
福島県出身の人物であり、同志社大学創設者新島襄の妻にして、同志社女子大学創立者の一人でもある新島八重の生涯を描いた。
- 特集ドラマ『ラジオ』（総合テレビ、2013年3月26日放送（73分版））
おながわさいがいエフエムで起きたエピソードを基にしたドラマ[207]。第68回文化庁芸術祭「テレビ・ドラマ部門」大賞をはじめ数々の賞を受賞した[208]。「がんばっぺラジオ〜密着・女川災害FM〜」、「がんばっぺラジオ2013旅立ち」の題で関連ドキュメンタリー番組も制作された[207]。また、追加シーンを加えて再編集された「89分版」も制作され、同年10月12日にBSプレミアム、12月28日には東北地方の総合テレビで放送された。
- 連続テレビ小説『あまちゃん』（総合テレビ、2013年4月1日 - 2013年9月28日放送、156回）
北三陸の田舎町で、海女を目指すヒロインが挫折・奮闘ののち地元アイドルとなり成長する姿を描く[209]。同ドラマは「連続テレビ小説」で初めて震災が劇中出来事として扱われた作品である。宮城県栗原市出身の宮藤官九郎が脚本を担当している。
- 特集ドラマ『かつお』（総合テレビ、2013年12月18日放送）
NHK仙台放送局が制作した石巻市が舞台のドラマ。津波で妻を亡くした元漁師と、県外から訪れたボランティアの女性などを中心に、人々の心の復興を描いている[210]。宮城県出身の大友康平（主演）、鈴木京香、サンドウィッチマン、福島県出身の芦名星、梅沢富美男が出演している[210]。

「東北の四季」キャンペーン
BSプレミアムでは2011年秋から2013年秋にかけて「東北の四季」キャンペーンとして、季節ごとに東北地方の魅力を紹介する特集番組を放送した（一部は総合テレビでも放送）。
- きらり 東北の秋（2011年9月 - 10月）
- ほっこり 東北の冬（2011年11月 - 2012年2月）
- ひらり 東北の春（2012年4月 - 5月）
- まっさかり 東北の夏（2012年7月）
- きらり 東北の秋（2012年10月）
- ほっこり 東北の冬（2012年11月 - 2013年3月）
- ひらり 東北の春（2013年4月 - 5月）
- まっさかり 東北の夏（2013年7月 - 8月）
- きらり 東北の秋（2013年10月 - 11月）

#### 民放各局

##### 日本テレビ系
- NNS29局で2011年5月29日〜6月5日まで1週間にわたり展開された環境キャンペーン『つなげよう、ecoハート。〜明日へのチカラ〜』でも、関連番組にて被災地の現況や節電などについて紹介した[213]。
- 読売テレビ制作のバラエティ番組『秘密のケンミンSHOW』では、3月17日の放送内容を変更（参照）し、同日放送では冒頭で司会のみのもんたが犠牲者への追悼と被災地・被災者へのお見舞いの言葉を述べた。また、4月14日の2時間スペシャル以降しばらくは、出演者らによる被災者へのメッセージを随所に挿入した。さらに同番組では義援金受付の他、被災地支援のためのチャリティーグッズを製作・販売[214]。販売は9月末で終了し、売り上げは全額『24時間テレビ』を通じて被災地に寄付された。
- ジャニーズ事務所所属のグループ嵐出演の土曜夜のバラエティ番組『嵐にしやがれ』では、3月19日放送の冒頭にて、嵐のメンバー（大野智、櫻井翔、松本潤、二宮和也、相葉雅紀）が被災者と視聴者へメッセージを送った[215]。また同日放送のエンディングでは、彼らの楽曲である「果てない空」が披露された他、「怪物くん」（大野）[注 41] が登場し、被災地の子供達に向けてメッセージを送った[216]。
- 福島中央テレビ制作で2003年より毎年夏に全国放送しているグルメ特番『まかないメシ食べまくり!!』シリーズでは、8回目の2011年は7月30日に『〜東北グルメの今を捜査せよ!〜』の副題を付けて放送した[217]。
- 読売テレビ制作の平日午後の情報ワイドショー番組『情報ライブ ミヤネ屋』では2011年9月9日に、司会を務めるフリーアナウンサーの宮根誠司らが福島県へ赴き、現地から生放送を行った。また、震災から1年となるのを前に2012年3月9日にも福島県から生放送され、この日は歌手の岡本真夜がゲスト出演、自身のヒット曲である『TOMORROW』をライブで披露し、被災者を激励した。
- 震災から半年となった9月11日には、日曜夕方の長寿演芸番組『笑点』のスピンオフ特番『笑点がやってきた』を17時より関東ローカルで放送。同番組司会の桂歌丸以下、出演メンバーが被災地を慰問する様子などを放送し、続く17時30分からのレギュラー放送でも前半を「ちびっこ大喜利」とした。
- 11月21日〜27日までの1週間、日本の食文化を改めて見つめ直すスペシャルウィーク『食ウィーク ニッポンを食べよう!』を実施、『ZIP!』『スッキリ!!』『PON!』『ヒルナンデス!』の平日帯4番組や『火曜サプライズ』等の番組が参加した。また25日より3日間、汐留の日本テレビタワーにてイベントも開催され、番組メニューの販売や、東北物産展等が行われた[218]。
- 読売テレビ主催・制作の音楽特別番組『ベストヒット歌謡祭』では、2011年度以降は例年行っている各賞の選定を取り止め、2011年に活躍したアーティストが多数出演しての歌謡ショー形式（フジテレビ系の『FNS歌謡祭』等と同じ形式）で行われ、11月24日に神戸ワールド記念ホールから生放送された。
- 震災から1年となる4日前の2012年3月7日には、19時から3時間の生放送による音楽特別番組『日テレ系音楽の祭典 音楽のちから2012 〜POWER OF MUSIC〜』を放送。嵐が被災地を訪問する企画（VTR）なども放送された。
- 震災から1年となる2012年3月11日に放送された『「復興テレビ」みんなのチカラ 3.11』[131]・第1部（12:45〜17:25）では、ゆず・YUI・平原綾香・宮本笑里・仙台フィルハーモニー管弦楽団によるコンサート「復興支援ライブ」や、プロフィギュアスケーターで、トリノオリンピック金メダリストの荒川静香（仙台市出身）らによるスケーティングイベント「アイスリンク仙台復興演技会」、また「復興列車」と題して、三陸鉄道北リアス線の再出発の模様をそれぞれ生中継した。

24時間テレビ 「愛は地球を救う」関連
- 2011年8月20日・21日に全国31局（沖縄テレビ放送を含む）で放送された毎年恒例の長時間チャリティー特番『24時間テレビ34「愛は地球を救う」』でも被災地からの生中継なども交えて放送した。2011年のメインパーソナリティを務めた関ジャニ∞のメンバーはかつて阪神・淡路大震災を経験している。また、番組では津波で漁船を失った三陸地方の漁港と漁師に義援船を届け、復興のために使ってもらうためのプロジェクト[219] などが展開されたほか、プロゴルファーの石川遼が被災地である宮城県石巻市の小学校を訪問し、ゴルフ指導などを通じて小学生らと交流する企画[220] などが放送された。
- 「24時間テレビチャリティー委員会」が2011年放送時に全国から集まった募金の中から、福祉車両176台を全国各地に贈呈され、うち69台が被災地に贈られた[221][222]。
- 2012年1月1日に放送された『嵐にしやがれ』の新春特番において、嵐が『24時間テレビ35「愛は地球を救う」』（2012年8月25日、26日放送）のメインパーソナリティを務めることを発表した[223]。なお、嵐は『日本テレビ開局60周年記念番組 24時間テレビ36「愛は地球を救う」』のメインパーソナリティを務めることが決定している。

##### テレビ朝日系
- 『ミュージックステーション』では緊急特番により2011年3月11日放送は休止となった。3月18日・25日の放送分では当初の予定を変更し、7組のアーティストが応援ソングを披露した。また、4月1日放送の3時間スペシャルでは「あなたが選ぶ元気ソングBEST120」のランキング発表と、約3年ぶりのテレビ出演となったB'zをはじめとする7組のアーティストによるスタジオライブが披露された。
- 日曜朝の長寿音楽番組『題名のない音楽会』は、2011年4月24日と5月1日の2週にわたり「東日本大震災復興応援〜今、音楽にできること〜」と題して復興支援の音楽コンサートの模様を放送（BS朝日は4月30日・5月7日放送）。当初、スポンサーである出光興産の創立100周年コンサートを予定していたが、震災を受け復興支援コンサートに変更して行われた。なお2週にわたり黒柳徹子がゲスト司会を務めた。また、震災から半年の9月11日の放送では「震災から半年〜今、音楽にできること〜」と題し、ヴァイオリニストの葉加瀬太郎、高嶋ちさ子、ソプラノ歌手の森麻季、ピアニストの辻井伸行といった音楽家のメッセージを演奏VTRとともに紹介した（BS朝日は9月17日に放送）。さらに、震災翌年の2012年3月18日の放送では震災1年を記念し「世界へありがとう、音楽の祈り」と題し、震災後に行われた「復興応援コンサート」等を振り返る他、同年3月11日に同番組司会の佐渡裕（指揮者）がフランス・パリのユネスコ本部で開催した、世界各国からの支援に感謝するコンサートの模様を紹介した（BS朝日は3月24日に放送）。
- 朝日放送（関西ローカル）の朝の情報番組『おはよう朝日です』と土曜朝の『おはよう朝日土曜日です』の合同による特別番組として、2011年7月18日午後に『関西から届けよう!笑顔と元気 夏だ!おは朝!!元気スペシャル』と題して生放送を行った。『元気』をテーマに、当日は東日本放送と福島放送へもネットされた[224]。
- 朝日放送制作の日曜昼の長寿トーク番組『新婚さんいらっしゃい!』では、2011年12月25日の年末1時間スペシャルを『がんばっぺ!福島スペシャル』と題し、福島県いわき市のスパリゾートハワイアンズから公開収録したものを放送。福島在住の新婚夫婦が出演したほか、番組後半では、かつてスパリゾートハワイアンズでフラガールとして活躍した新婚の女性が福島の復興を願ってフラダンスショーに出演する姿を紹介した。
- 2011年12月31日に放送された大晦日恒例の『第24回全国おもしろニュースグランプリ』では番組の終盤にて『あの日から踏み出す一歩』と題し、震災からその後の復興に向けて立ち上がった人々の奮闘ぶりを特集して放送した。

##### TBS系
- 平日朝の情報番組『みのもんたの朝ズバッ!』では「前を向いて歩こう」と題し、被災地支援のプロジェクトを展開。後述の『夏サカス2011〜笑顔の扉〜』の同番組ブースにて物産品販売・観光支援などを行った。
- ダンスボーカルグループ、EXILE出演の日曜夜の音楽バラエティ番組『EXILE魂』（毎日放送・TBS共同制作）では、2011年4月24日の同番組にて「JNN・JRN絆プロジェクト EXILE魂チャリティー・オークション」を告知して開催、5,582,301円の落札額が集まり、落札金はJNN・JRN共同災害募金を通じて被災地に贈られた。また、同年10月2日には『EXILE魂 日本を元気にSP』と題し21時より2時間の生放送スペシャルを放送、当日昼に宮城県南三陸町で開催され、EXILEらが出演した復興音楽祭の模様を紹介した。また、2012年3月11日には震災から1年となるのを機に「〜未来へ願い込めて〜」と題し、1時間にわたって生放送された。当日は視聴者から「未来への願い、夢、希望」を込めたメッセージをTBSの番組ホームページ[225] にて募集し、放送内で紹介。またEXILEのメンバーを被災地を訪問する企画などを放送された。
- 2011年7月16日19:00 - 17日2:40（17日0:18 - 0:40は中断。）に、7時間以上にわたる長時間音楽特別番組『音楽の日』[注 42] を、被災地や東北六魂祭会場など東北各地からの生中継などを交え生放送され、50組のアーティストが出演した。
- 2011年12月4日に大阪城ホールにて毎年恒例の『1万人の第九』（毎日放送主催・制作）が開催され、阪神・淡路大震災を経験した関西と、東日本大震災の被災地を中継で結び、ベートーヴェンの『第九』を演奏・合唱した。番組は12月23日に被災3県を含むJNN8局で放送された[226]。
- 2012年3月10・11日の両日放送の特別編成番組『絆スペシャル』の一環として、10日に東京ドームで開催された野球日本代表のチャリティー試合『東日本大震災復興支援ベースボールマッチ 日本VS台湾』を18時から21時19分まで生中継した。[注 43]

##### テレビ東京系
- 子供向けバラエティ番組『ピラメキーノ』では、被災した子供たちに番組に楽しんでもらうべく、同局が動画サイトYouTube内に開設している「テレビ東京チャンネル」にて、2011年4月4日から6月末まで期間限定で動画配信された[227]。また同番組のイベント「ピラメキサマーライブ」（7月31日、富士急ハイランド）でも、イベントにて販売されたオリジナルTシャツの売上収益161,606円が日本赤十字社を通じて被災地に寄付された[228]。
- 旅番組『いい旅・夢気分』では、2011年6月15日から7月13日まで4回にわたり、震災後の東北地方を旅する特別企画「東北応援シリーズ みんなで行こう!夏の東北」を放送した[229][注 44]。また6月18日放送の土曜スペシャルでも東北地方支援のため「がんばれ東北!有名観光地へ行こう!」と題し、著名人らが東北各県の有名観光地へ行く旅番組を放送した（なおロケがなかった秋田県と山形県も含め、東京都内にあるアンテナショップの情報も紹介された。）。また7月17日の「日曜ビッグバラエティ」枠にて、2010年3月までレギュラー放送された旅番組『田舎に泊まろう!』の特別編「東北の家族は今…再会スペシャル」を放送、さらに震災から1年となる2012年3月11日には『会いたい人がいる!田舎に泊まろう!3・11スペシャル』を放送。なお『田舎に〜』の特別編では、萩本欽一らがかつてお世話になった被災地の人々を訪問した[156][230]。
- 2011年8月27日に関東ローカルで中継された夏恒例の『隅田川花火大会』[注 45] では、宮城県東松島市からの生中継も交えて放送された。
- かつてレギュラー番組として放送され、2010年より単発特番として放送されている『愛の貧乏脱出大作戦』では、震災から半年を迎えた2011年9月11日に「日曜ビッグバラエティ」枠にて『愛の復興大作戦スペシャル』と題した特別編を放送し、宮城県気仙沼市からの中継も挿入された。
- 2014年1月10日より劇場版が全国公開、テレビ版が日本および海外で放送開始された『Wake Up, Girls!』は、宮城県仙台市を拠点とするローカルアイドルグループの活躍を描いたアニメ。震災復興ボランティアとして仙台に度々訪れていた山本寛を中心に企画・制作された[231]。物語の主題は震災とは直接関係がないが、震災後に観光客が減少している当地[232] において、観光振興となるライブや握手会などの関連イベントの実施や「聖地巡礼」が復興支援になると見て、仙台市が「仙台シネマ」に認定している[233][234][235][236]。なお、石巻出身メンバーが同じ民謡クラブに所属する高齢者の住む仮設住宅を訪れたり、気仙沼出身メンバーの実家の旅館での合宿の際に気仙沼の津波被災地や復興商店街が出てくるなど、被災地がロケ地となっている。

##### フジテレビ系
- FNS26局（テレビ大分・テレビ宮崎を除く）で2011年3月27日、チャリティー音楽特番『FNS音楽特別番組 上を向いて歩こう 〜うたでひとつになろう日本〜』を生放送。この模様は系列企業のラジオ局・ニッポン放送でも放送され、被災4県のNRN加盟ラジオ4局（IBC岩手放送・東北放送・ラジオ福島・茨城放送[注 46]）でも同時放送された。
- 平日朝の情報番組『めざましテレビ』では2011年度「めざまし○○エイド」といった企画を展開した。震災から10日後の2011年3月21日より、震災で体験した、または見たり聞いたりした心温まるエピソードを視聴者からPC・携帯にて募集、番組で紹介する「めざましトークエイド」を連日放送した。この他、FNS系列各局を中継で結ぶ「めざましさくらエイド」（4月）「めざましライフエイドキャラバン」（6月〜8月[注 47]）「めざまし紅葉エイド」（11月）といった企画が行われた。この他、歌で被災地を勇気づける「めざましソングエイド」、被災地の名産品を販売する「めざましフードエイド」、被災地の田んぼを綿花で再生させる「tattonプロジェクト」などといった企画も展開された[237]。また、2011年4月2日は『にじいろジーン』（関西テレビ制作）の放送枠（8:30-9:55）にて『めざましスペシャル めざましソングエイド』という特別番組を放送した。[注 48][238]
- SMAPが出演する月曜夜のバラエティ番組『SMAP×SMAP』（関西テレビと共同制作）では、2011年3月21日、放送内容を変更し緊急生放送を実施。テーマは「いま僕たちに何ができるだろう」で、SMAPのメンバー（中居正広、木村拓哉、稲垣吾郎、草彅剛、香取慎吾）が被災地・被災者へのメッセージなどを伝える内容で、番組に1万通以上に及ぶメール、FAXが寄せられた。この日の出演料は全額被災地に寄付された[239]。なお、同番組では2016年12月26日の最終回まで[注 49] 番組中にSMAPメンバー1名が週替わりで義援金の募集を呼びかけていた（ただし、週によっては5人全員で呼びかける場合もあった）。
- 2011年7月23日・24日にFNS27局（テレビ大分を除く）にて毎年恒例の大型特番『FNS27時間テレビ めちゃ×2デジッてるッ!笑顔になれなきゃテレビじゃないじゃ〜ん!!』を放送、「東北笑顔プロジェクト」として、明石家さんま、SMAPが被災地を訪問する企画を放送した（→詳細はFNS27時間テレビ (2011年)を参照）。
- BSフジでは2011年8月6日に震災復興支援特番として『復興への熱き魂 生中継!東北の夏祭り』と題し、東北6県の夏祭りの模様を生中継した。司会は秋田市出身で、地上波の朝の情報ワイド番組『とくダネ!』の司会を務めるフリーアナウンサーの小倉智昭が担当した[240]。なお、同番組は8月14日夕方に再放送された。

FNS27時間テレビ関連

#### ラジオ局
- NRN系列では、東日本大震災被災地復興支援としてチャリティー番組「ラジオ・チャリティー・ミュージックソン」の特別編、「ラジオ・チャリティー・ミュージックソン スペシャル」が各局で放送され、現状報告や義援金の募集・復興支援への呼びかけ等が行われた。
  - ニッポン放送では、2011年4月9日13時-4月10日13時の24時間にわたって『ラジオ・チャリティー・ミュージックソン スペシャル 『I'm with U キミと、24時間ラジオ』』が放送され、通常編成時に「福山雅治のオールナイトニッポンサタデースペシャル・魂のラジオ」をネットしている33局と、「オールナイトニッポン」第1部をネットしている36局でも一部が放送された。
  - IBC岩手放送では、2011年5月28日11時57分-29日14時の26時間3分にわたって、『IBCラジオ・チャリティ・ミュージックソンスペシャル ふるさとは負けない!』が放送された。
  - ラジオ福島では、2011年8月13日7時-14日15時の32時間にわたって、『2011年夏 ラジオ・チャリティー・ミュージックソン スペシャル』が放送された。

#### その他
- スター・チャンネルなど東北新社グループの衛星放送チャンネル各局（スター・チャンネル、ファミリー劇場、スーパー!ドラマTV、ヒストリーチャンネル™、ザ・シネマ、クラシカ・ジャパン、囲碁・将棋チャンネル）では、震災から1年となる2012年3月11日に、オリジナルドキュメンタリー番組『ニッポンの笑顔〜こころの復興を求めて〜』を放送した[241]。

### イベントによる支援

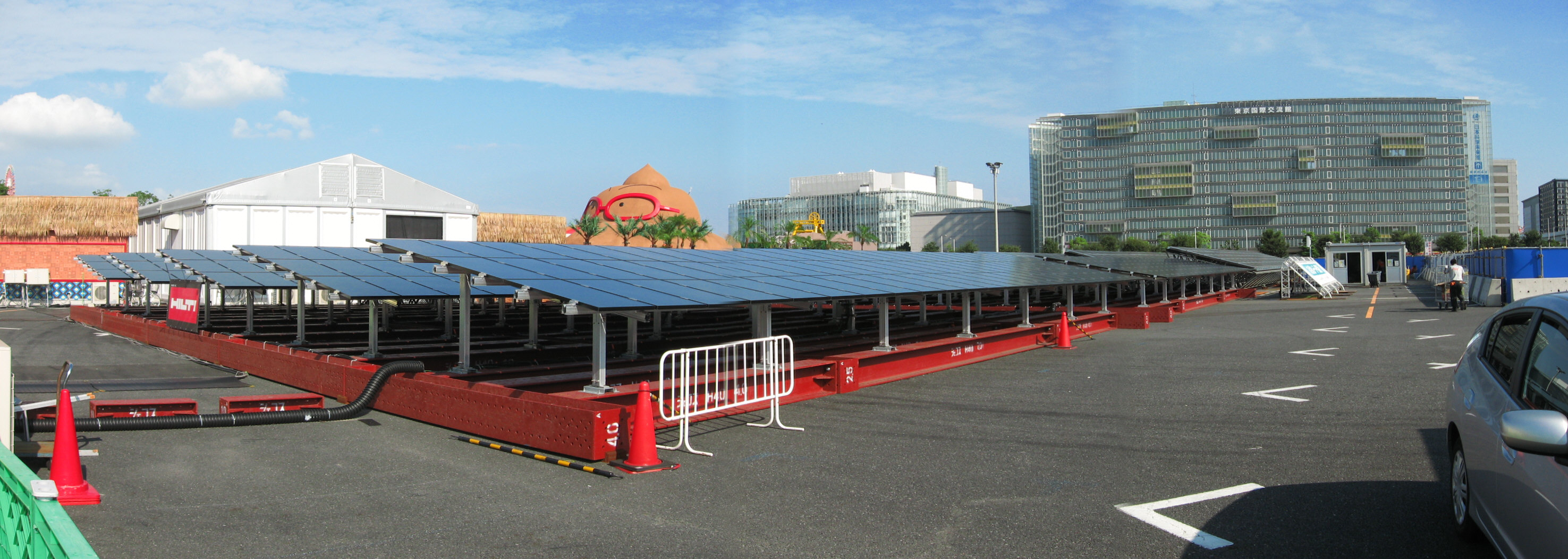
『お台場合衆国』会場内に設置されたソーラーパネル

- フジテレビの毎年夏の恒例イベント「お台場合衆国2011〜ぼくらがNIPPON応援団!〜」（2011年7月16日 - 8月31日、東京・台場）は、「東日本復興」「節電」の2つの目標を掲げ、復興支援イベントとして開催。主会場の一つ「合衆国サンサンアイランド」ではエリア内の全電力を自家発電で賄ったほか、フジテレビ本社前に「みちのく合衆国」と題して、同局の番組と岩手・宮城・福島3県の自治体が共同開発したグッズ、各地の名産食材を使ったメニューの販売などで被災地の経済の活性化に努めた[242]。なお同イベント期間中の募金及びオークションの売上など約640万円が日本ユニセフ協会に寄付された[243]。
- TBS主催の夏イベント「夏サカス2011〜笑顔の扉〜」（2011年7月16日 - 8月28日、赤坂サカス）でも『みのもんたの朝ズバッ!』ブースにて、岩手・宮城・福島3県の物産品・農産物販売、東北・北関東の観光支援などを行った。また、メイン会場では電力の効率的利用を考え、エアコンを設置せず自然風が吹きぬける構造とし、また液晶ビジョン「Sacas400」の省電力化や照明のLED化などにより消費電力を軽減するなど努力した。
- 日本テレビの夏恒例イベント「汐博2011」（2011年7月22日 - 8月21日）でも、岩手・宮城・福島3県の系列局（テレビ岩手・ミヤギテレビ・福島中央テレビ）が合同で「頑張ろう東北」ブースを8月14日まで設置。3県の特産品を販売し、売上金は『24時間テレビ』を通じ被災地への義援金として寄付された[242]。
- NHK主催の防災関連イベント「防災パーク2011」が2011年8月27日、28日の両日、東京・渋谷のNHK放送センターで開催。東日本大震災からの教訓を基として「情報が命を守る」をテーマに行われた[84]。
- フジテレビ・文化放送主催で、2012年1月7日 - 1月15日の8日間、東京ドームで開催された「ふるさと祭り東京2012」では「がんばろう!日本」「がんばろう!東北」の2つをテーマに開催。フジテレビ系列28局参加による「ご当地テレビ局 おススメ逸品ストリート」では、各局推薦の名産品や地酒などを販売。また、チャリティオークション等も開催、集まった金額は全額日本ユニセフ協会を通じ被災地への義援金として寄付された[244][245]。
- フジテレビでは「お台場合衆国」の特別編として、「みちのく合衆国〜いつでもNIPPON応援団!」を2012年3月17・18日の両日、宮城県と仙台放送・岩手めんこいテレビ・福島テレビの共催により、復興支援感謝イベントとして仙台・セキスイハイムスーパーアリーナにて開催した[246]。なお同イベントは、同年5月3日 - 6日にも「ゴールデンウィーク 東日本大震災被災地復興支援イベント」として、台場にて開催[247]（イベントの内容は仙台・台場で若干異なる）。
- 福島中央テレビでは、2012年3月24日・25日の両日、復興支援イベントとして「ふくしま再興祭り」を福島県郡山市の郡山カルチャーパークにて開催[248]。イベントの模様は同局ローカルで両日生中継された。
- ミヤギテレビ主催による復興支援イベント「ミヤテレ復興祭」が2012年3月31日・4月1日の両日、仙台市役所前にて開催。被災企業や商店などの出店による物販やライブパフォーマンスなどを実施。また会場からの生中継番組として3月31日に『元気一番“生”テレビ ふるさと復興応援スペシャル』（同局他東北・新潟7県ネット）等を放送（12:00のアナログ放送終了→デジタル完全移行まで特別番組を放送）。なお「ミヤテレ復興祭」の題字は俳優の片岡鶴太郎が手掛けた[注 50][249]。

### その他
- フジテレビと映画監督のリドリー・スコット&トニー・スコット兄弟による共同プロジェクトとして「3月11日」をテーマにした映画『JAPAN IN A DAY [ジャパン イン ア デイ]』が製作され、2012年11月3日に公開された[250]。この映画は震災から1年後の2012年3月11日に撮影された動画を日本全国から募集し、特設サイトに投稿された約8000件（総撮影時間延べ300時間）の映像を元に制作された[251][252]。

## 放送中止・延期になった番組
（主要なもののみ掲載）

### 特別番組
- 3月11日
  - 金曜スーパープライム 帰ってきた史上最強の億万長者（日本テレビ）→5月20日
  - 金曜ロードショー 映画って本当にいいものですねシリーズ『なくもんか』（日本テレビ）→4月1日
  - 恋のから騒ぎ ご卒業スペシャル2011（日本テレビ）→3月25日
  - 金曜プレステージ さだまさしドラマスペシャル『故郷 〜娘の旅立ち〜』（フジテレビ）→7月5日（金曜プレステージ枠外で放送）
  - 金とく 誰もが中学生だった〜中学生日記50年クロニクル〜（NHK名古屋放送局 / NHK総合・東海北陸）→5月5日（全国放送）
  - 大阪ゲームショウ2011春（毎日放送）→5月29日
- 3月12日
  - 麻里子さまのおりこうさま! スペシャル（NHK総合）→3月31日（放送チャンネルをNHK教育に変更）
  - NEWS ZEROアートミステリー レンブラントはなぜ版画にこだわったのか?（日本テレビ）→4月23日
  - サタデーバリューフィーバー 半径3mの解体新書（日本テレビ）→3月19日
  - 徳光和夫のズームイン!!俺! 〜死ぬまでテレビばか宣言〜（日本テレビ）→5月21日
  - 土曜プレミアム 映画『ゴールデンスランバー』（フジテレビ）→10月1日[253]
  - 歴史街道スペシャル 〜復興80周年・いま明かされる大阪城の謎〜（朝日放送）→3月26日
  - とくダネ!こども新聞社（関西テレビ）→3月20日
  - 土曜スペシャル ずっと行きたかった!ニッポンの絶景を撮る旅Part2（テレビ東京）→3月19日
  - 大阪発!ローカル線ぶらり途中下車オッサン旅（テレビ大阪）→3月19日
  - 女神に願いを!伊勢志摩・女3人旅（テレビ愛知）→3月26日
  - LIVE!九州新幹線・全線開業〜九州の未来をつなぐ〜（RKB毎日放送・熊本放送・南日本放送）→放送中止（イベント中止のため）[注 51]
  - FBS元気まつり2011 九州新幹線全線開業スペシャル（福岡放送）→放送中止（イベント中止のため）
- 3月12・13日
  - ヨコハマタイヤゴルフトーナメント PRGRレディスカップ（テレビ東京）→放送中止（競技不成立のため）
  - 二夜連続ドラマスペシャル 松本清張 砂の器（テレビ朝日）→9月10・11日
- 3月13日
  - 2011名古屋国際女子マラソン（東海テレビ）→放送中止（開催中止のため）
  - サンデープレゼント 季節の変わり目に達人が教える!カラダいたわりレシピ2（テレビ朝日）→9月25日（秋編として放送）
  - 芸能界ワイドショー家族No.1決定戦（朝日放送）→6月12日
  - 叶姉妹をおもてなし!なにわ満喫ロイヤルツアー（読売テレビ）→3月26日
  - 伝説飯 〜レジェめし〜 語り継がれる最強グルメ列伝（テレビ西日本）→6月5日
  - 日曜ビッグバラエティ 秘境の地からやって来た!仰天ニッポン滞在記（テレビ東京）→5月22日
  - 超ド級!世界のありえない映像ベスト26（フジテレビ）→放送中止
- 3月14日
  - 鶴瓶の家族に乾杯 大河ドラマ『江』スペシャル（NHK総合）→5月2日
  - フジテレビ人気番組名場面全て見せます!第16回がんばった大賞（フジテレビ）→9月24日[253]
  - 突撃解明バラエティ 知らないと!こわい世界（テレビ大阪）→6月6日（月曜プレミア! 冠つきでの放送に変更）
  - 月曜ゴールデン 警視庁鑑識課〜南原幹司の鑑定〜（TBS）→3月28日
  - 7月地デジ化完了まで、あと4か月!（テレビ大阪・奈良テレビ）→テレビ大阪では「たこるくん」に変更、奈良テレビでは放送中止
- 3月15日
  - 爆笑問題のニッポンの教養 東京外国語大学スペシャル（NHK総合）→4月7日
  - 紳助社長のプロデュース大作戦!2時間スペシャル（TBS）→3月22日
  - リンカーン祝!200回突破記念企画!リンカーンアカデミー大賞（TBS）→4月19日
  - カスペ! 衝撃!三世代比較TVジェネレーション天国（フジテレビ）→3月23日（カスペ!枠外へ、3時間に拡大）
- 3月16日 - イチハチ 超人気芸人8組が浜田の前で相方への不満ぶっちゃけちゃうぞスペシャル（毎日放送）→3月30日
- 3月17日 - 東野・岡村の旅猿 プライベートでごめんなさい… ハワイ欲張りの旅!（日本テレビ）→4月13日
- 3月18日
  - 欽ちゃんのワースト脱出大作戦 2011春（NHK総合）→5月20日
  - なお、この日放送の「金曜ロードショー・ごくせん THE MOVIE」と「アナザースカイ」（共に日本テレビ）は通常通り放送されたが、被災地の系列局であるテレビ岩手・ミヤギテレビ・福島中央テレビでは、震災関連の報道特別番組放送のため、ネット返上となった。その内、「金曜ロードショー・ごくせん THE MOVIE」については、ミヤギテレビでは約9ヶ月半後の同年12月31日に、福島中央テレビでは約1年後の2012年3月4日に、テレビ岩手では約1年10ヶ月後の2013年1月25日にそれぞれ放送された。テレビ岩手に関しては、2012年6月29日放送分が実質的な初放送となっている。
- 3月18・25日 - ザ・レッドゲーム（日本テレビ）→4月16日（サタデーバリューフィーバー枠内で1本化・60分枠で放送）
- 3月19日
  - MUSIC JAPAN SPECIAL 2011 春まつり（NHK総合）→4月2日
  - NEWS ZERO特別版 優勝を念じまくれ〜密着!星野仙一64歳（日本テレビ）→5月14日（『星野楽天 激動の200日に密着!〜復興の旗の下に〜』に改題）
  - サタデーバリューフィーバー ザ☆シャッフル（日本テレビ）→3月26日
  - キングオブチェアー 芸能界最強イス取り王決定戦スペシャル!（TBS）→5月5日（スパモク!!枠で放送）
  - 2010年度テレビ東京メディアリテラシー特番 テレビ最大の謎"視聴者"を探る（テレビ東京）→3月20日
  - 土曜スペシャル 京都〜出雲ローカル路線バス乗り継ぎ人情ふれあい旅（テレビ東京）→3月26日
- 3月20日
  - 日曜ビッグバラエティ ニッポンの秘境で発見!幸せモン探しGP（テレビ東京）→5月29日
  - 第14回熱血!オヤジバトル（NHK総合）→4月16日[注 52]
- 3月19日・20日 - Tポイントレディスゴルフトーナメント（テレビ朝日）→放送中止（開催中止のため）
- 3月21日
  - 別冊あさイチ おいしい闘技場〜ふるさと究極の一皿 決勝大会〜[254]（NHK総合）→5月5日
  - NHK岐阜放送局開局70周年記念ドラマ 恋するキムチ[254]（NHK総合）→4月29日（→国会中継（第177回国会 衆議院予算委員会 平成23年度第1次補正予算審議）のため中止）→5月4日
  - NHK福岡放送局開局80周年記念ドラマ 見知らぬわが町[254]（NHK総合）→4月29日（→国会中継（第177回国会 衆議院予算委員会 平成23年度第1次補正予算審議）のため中止）→5月5日
  - ドラマ 天王寺ブロードウェー[254]（NHK総合）→放送中止
  - 第17回家族で選ぶにっぽんの歌（NHK総合）→5月5日
  - 第40回広告大賞（フジテレビ・関西テレビ）→4月29日
- 3月22日
  - 放送記念日特集 BS 大いなるテレビのフロンティア（NHK総合）→4月9日（BS開局特番として放送）
  - 世界進出バラエティー メイドインJAPAN（TBS）→4月1日
  - カスペ! THEパフォーマンス営業部（フジテレビ）→6月7日
- 3月23日 - シルシルミシル特盛版3時間スペシャル（テレビ朝日）→放送中止（→その後レギュラー版および『〜さんデー』『〜さんデー特盛版2時間SP』に分散して放送）
- 3月23日 - 27日 - 世界フィギュアスケート選手権2011 東京（テレビ東京）→放送中止（→開催地をモスクワに変更、4月27日〜5月1日に放送）
- 3月24日
  - 仕事ハッケン伝開幕スペシャル（NHK総合）→5月21日（『〜もう一つの人生、あったらスペシャル』に改題）
  - タイムスクープハンター0号〜沢嶋雄一 真の姿とは!?〜（NHK総合）→4月30日
- 3月25日
  - 地球クイズ プレミアムONE（NHK総合）→4月29日
  - サッカーキリンチャレンジカップ2011（日本代表強化試合）『日本VSモンテネグロ』（テレビ朝日）→放送中止（開催中止のため）
  - 芸能界一結婚できないダメ男決定戦!妻と罰スペシャル（TBS）→放送中止
- 3月26日・27日 - ヤマハレディースオープン葛城（テレビ朝日）→放送中止（開催中止のため）
- 3月25・26・27日 - Dramatic Game 1844「巨人VS横浜」（日本テレビ・BS日テレ）→放送中止（プロ野球開幕延期のため）※セ・パ両リーグとも開幕が4月12日に延期されたため、4月10日までに予定された試合の中継はすべて中止となった。
- 3月26日
  - 連続テレビ小説50年!〜日本の朝を彩るヒロインたち〜（NHK総合）→4月2日
  - オンバト+第1回チャンピオン大会（NHK総合）→7月23日（3月12日収録中止→7月4日にNHK放送センターで収録）
  - ロンブー&チュートの芸能人!ヒットソングで爆笑ショーバトル!（日本テレビ）→3月30日
  - アメリカ本国直撃取材!!FBIプロファイル〜科学捜査&心理分析（テレビ朝日）→9月3日
  - 土曜スペシャル 今だから…(秘)話満載 素晴らしき仲間旅（テレビ東京）→4月9日
- 3月27日
  - 中居正広のザ・大年表シリーズ第3弾!大ヒット&大ブームの(秘)裏側100連発!!（日本テレビ）→5月4日
  - 池上彰の世界を見に行く（テレビ東京）→4月3日
- 3月28日
  - 月曜ゴールデン 警視庁南平班 〜七人の刑事3〜（TBS）→5月16日
  - マイノリティ・リポート（日本テレビ）→4月20日
  - ライブハウスで抱きしめて 〜my favorite song is beautiful〜（日本テレビ）→4月11日
- 3月29日
  - サッカーキリンチャレンジカップ2011（日本代表強化試合）『日本VSニュージーランド』（日本テレビ）→放送中止（開催試合変更）
  - あの事件はどうなった?解決!マヨネーズ!!（日本テレビ）→4月13日
- 3月30日
  - 密室謎解きバラエティー 脱出ゲームDERO! バトルロイヤル春の陣2時間スペシャル（日本テレビ）→放送中止
  - ワン泊ピース（日本テレビ）→4月12日
  - やっちまった伝説 今だから言える!門外不出(秘)エピソード大公開スペシャル（毎日放送）→4月20日
  - 超タイムショック 春の3時間スペシャル（テレビ朝日）→4月14日
- 4月1日 - 金曜ロードショー『スパイダーマン』（日本テレビ）→4月8日
- 4月2日 - 土曜プレミアム IPPON グランプリ 2011春の陣（フジテレビ）→6月11日
- 4月2・3日
  - 元祖!大食い王決定戦（テレビ東京）→2012年4月7・8日[注 53]
  - スタジオアリス女子オープン（読売テレビ）→放送中止（開催中止のため）
- 4月3日 - まんが日本昔ばなし（毎日放送）→4月10日
- 4月12日 - 火曜サプライズ食いしんBOYS SP!（日本テレビ）→プロ野球中継に変更→4月19日
- 4月13日 - 笑ってコラえて!遂に完結!!新体操の旅 汗・涙・友情・感動 高校生の熱き青春3時間スペシャル（日本テレビ）→プロ野球中継に変更→4月20日（2時間に短縮）
- 4月16日 - 19日 - 2011年世界フィギュアスケート国別対抗戦（テレビ朝日）→放送中止（開催中止のため）
- 5月1日 - NHK競馬中継 第143回 天皇賞（春）（NHK総合）→放送中止（国会中継（第177回国会 参議院予算委員会 平成23年度第1次補正予算審議）のため）[255]
- 5月3日 - 横浜開港記念みなと祭国際仮装行列（テレビ神奈川）→放送中止（開催中止のため）
- 7月30日 - アサヒビールスペシャル 独占生中継 第34回隅田川花火大会（テレビ東京）→8月27日
- 8月13日 - 第24回東京湾大華火祭（仮、フジテレビONE）→放送中止（開催中止のため）
- 10月1日 - ありがとう30年 一挙8時間生放送（仮、福島放送）→放送中止
- 11月予定 - 社会人野球日本選手権大会決勝（NHK総合）→放送中止（開催中止のため）

### レギュラー番組
特筆事項があるものを掲載。報道特番による1〜2週順延のみなどは除く。

#### バラエティ番組
放送日程の変更
- 笑いがいちばん（NHK総合） - 3月13日・20日（最終回）予定→3月13日分を4月3日夕方に放送し終了（3週遅れ）、本来予定の最終回を削除
- 新感覚ゲーム クエスタ（NHK総合） - 3月17日最終回予定→4月14日（4週遅れ）
- ブラタモリ season2（NHK総合） - 3月17日最終回予定→3月31日（2週遅れ）
- トップランナー（NHK総合） - 3月19日最終回予定→3月26日（1週遅れ）
- Shibuya Deep A（NHK総合） - 3月25日開始予定→4月15日開始（3週遅れ）
- サラリーマンNEO season6（NHK総合） - 4月5日開始予定→5月10日開始（5週遅れ）
- ダウンタウンのガキの使いやあらへんで!!（日本テレビ） - 3月13日予定分→4月24日に放送
- 関口宏の東京フレンドパークII（TBS） - 3月14日予定分→3月20日午後に放送
- ジャパーン47ch（毎日放送） - 4月20日開始予定→4月27日開始（1週遅れ）
- ペケ×ポン（フジテレビ） 3月11日予定分→3月25日（一部地域は別番組）
- (株)世界衝撃映像社（フジテレビ）最終回 - 3月12日→8月20日昼に放送（土曜α枠[注 54]）※全国ネットによるレギュラー放送は3月5日をもって一旦番組打ち切りとした。
- ライオンのごきげんよう（フジテレビ）栃木県で収録した回 - 3月14日〜18日→3月21日〜3月25日
- トリハダ（秘）スクープ映像100科ジテン（テレビ朝日） - 3月15日開始予定→4月12日開始（4週遅れ）
- この日本人がスゴイらしい。Brand New Japan（テレビ東京）最終回 - 3月11日→4月24日夕方に放送
- 出没!アド街ック天国（テレビ東京） - 3月12日予定分（第799回予定）→4月9日に放送（3月19日の800回スペシャルは予定通り放送）
- モヤモヤさまぁ〜ず2（テレビ東京） - 3月13日予定分→4月10日に放送
- 板尾ロマン（テレビ東京） - 3月19日予定分→4月16日に放送
- 美女学（テレビ東京） - 3月31日最終回予定→4月14日（2週遅れ）
- ハロプロ!TIME（テレビ東京） - 4月7日開始予定→4月21日（2週遅れ）
- 日曜笑劇場（朝日放送）
  - お笑いドクター24時!!〜はなさき診療所編〜 最終回 - 3月27日→4月3日（1週遅れ）
  - ほっとけ!3人組 - 4月3日開始予定→4月10日（1週遅れ）

放送の長期休止・延期
- 東京カワイイ★TV（NHK総合）- 3月12日以降休止→4月16日(東北地方のみ6月25日)より放送再開
- 着信御礼!ケータイ大喜利（NHK総合）- 3月12日以降休止→5月7日より放送再開
- 鶴瓶の家族に乾杯（NHK総合）- 3月14日以降休止→5月2日より放送再開
- あほやねん!すきやねん!（NHK大阪放送局 / NHK総合・近畿）- 3月11日以降休止→5月23日より放送再開
- バラエティー生活笑百科（NHK大阪放送局 / NHK総合）- 3月12日以降休止→4月16日より放送再開
- 銀玉の魂（テレビ北海道） - 3月17日以降休止→5月5日より放送再開
- 地元応援バラエティ このへん!!トラベラー（東北放送）- 3月17日以降休止→5月12日より放送再開

その他の変更
- 森田一義アワー 笑っていいとも!（フジテレビ） - 3月14日〜18日は放送休止。3月13日と20日の増刊号も休止。また、3月21日付のテレフォンショッキングのゲストに変更が発生[256] した。

放送打ち切り
- 密室謎解きバラエティー 脱出ゲームDERO!（日本テレビ）→3月9日打ち切り（『宝探しアドベンチャー 謎解きバトルTORE!』にリニューアル）
- 爆問パニックフェイス!（TBS）→3月9日打ち切り（『爆問パワフルフェイス!』にリニューアル[257]）
- ピラメキーノG（テレビ東京） - 3月11日最終回→3月4日前倒し終了（→通常の『ピラメキーノ』に復帰）

#### 報道・情報・ドキュメンタリー番組
放送日程の変更
- Bizスポ・ワイド（NHK総合）最終回 - 3月11日→3月25日に変更（2週遅れ）
- ためしてガッテン（NHK総合）700回 - 3月16日→4月6日に変更（3週遅れ）
- 追跡!AtoZ（NHK総合） - 3月26日終了予定→5月4日に変更
- ひるブラ（NHK総合） 3月28日開始予定→4月25日に開始日変更（4週遅れ）。東北地方では、9月9日まで震災ニュースに差し替えられたため、NHKデジタル総合サブチャンネルでは、5ヶ月半遅れの9月12日から（マルチ編成にて）、デジタル総合メインチャンネルとワンセグでは1年遅れの2012年4月2日から放送開始。なお、震災ニュースの放送は、2012年3月30日で終了。
- 仕事ハッケン伝（NHK総合） 3月31日開始予定→5月12日に開始日変更（6週遅れ）
- サラメシ（NHK総合） 4月9日開始予定→5月7日に開始日変更
- 東北Z（NHK仙台放送局 / NHK総合・東北） 4月開始予定→6月3日に開始日変更（2か月遅れ）
- じゃじゃじゃTV（IBC岩手放送）400回 - 3月12日→19日→26日

放送の長期休止・延期
- 歌うコンシェルジュ（NHK総合） - 3月11日以降休止→4月5日(東北地方のみ7月5日)より再開
- ★てれまさむね（NHK仙台放送局 / NHK総合・宮城県）
- ★あっぷるワイド（NHK青森放送局 / NHK総合・青森県）
- ★おばんですいわて（NHK盛岡放送局 / NHK総合・岩手県）
- ★やまがたニュースアイ（NHK山形放送局 / NHK総合・山形県）
- ★はまなかあいづToday（NHK福島放送局 / NHK総合・福島県）
  - ★印の番組は、3月11日以降休止し、5月9日から再開。
- キッチンが走る!（NHK総合・関東甲信越） - 3月11日以降休止→5月13日より再開
- クローズアップ東北（NHK仙台放送局 / NHK総合・東北） - 3月11日以降休止→5月13日より再開
- 情報パレット（NHK仙台放送局 / NHK総合・東北） - 3月14日以降休止→6月6日より再開
- ●ふしぎのトビラ（東北放送 / JNN東北5局・秋田放送） - 無期限休止
- ●情熱エンジン（仙台放送 / FNS東北5局・青森テレビ） - 無期限休止
- ●月刊 元気一番"生"テレビ（ミヤギテレビ / NNS東北6局） - 2012年3月31日の「ふるさと復興応援スペシャル」から再開。
- ●スタイルe!（ミヤギテレビ） - 無期限休止
- ●週刊ことばマガジン（東日本放送 / ANN東北6局） - 無期限休止
  - ●印の番組は、東北電力がスポンサーとなっているための休止。

放送中止・打ち切り
- NHK週刊ニュース（NHK総合） - 3月26日終了予定→3月5日打ち切り
- 生中継 ふるさと一番!（NHK総合） - 3月24日終了予定→3月10日打ち切り
- 三つのたまご（NHK総合） - 3月6日打ち切り
- ふだん着の温泉（NHK仙台放送局 / NHK総合）- 長らく無期限休止となっていたが、放送再開のないまま2011年度いっぱいで公式サイトが閉鎖されたため、2011年3月で事実上打ち切り
- ワンダフル東北（NHK仙台放送局 / NHK総合・東北） - 3月4日打ち切り
- とびきり（NHK大阪放送局 / NHK総合・近畿） - 4月1日終了予定→2月25日打ち切り
- ふるさと発（NHK広島放送局 / NHK総合・中国） - 3月4日打ち切り
- 九州沖縄インサイド（NHK福岡放送局 / NHK総合・九州沖縄） - 2月25日打ち切り
- NHK総合テレビ平日の夕方のローカルニュース - いずれも3月10日打ち切り
  - わかやまニュースウェーブ（NHK和歌山放送局 / 和歌山県）
  - ニュースなっとく福岡（NHK福岡放送局 / 福岡県西部）
  - ハイサイ!ニュース610（NHK沖縄放送局 / 沖縄県）
- あなろぐ an@log（岩手めんこいテレビ） - 3月26日終了予定→3月5日打ち切り
- 週刊デンカch（テレビ金沢・北日本放送・福井テレビ） - 3月9日打ち切り
- ぴーかんテレビ（東海テレビ） - 8月4日のセシウムさん騒動により翌日から休止し、そのまま打ち切られた。

#### 音楽番組
放送日程の変更
- NHKのど自慢（NHK総合・NHK BS2）[注 55]
  - 3月13日（福島県田村市）→放送中止[98]
  - 3月27日（栃木県日光市）→放送中止
  - 4月3日（富山県砺波市）→4月10日
  - 4月10日（東京都八王子市）→5月22日
- MUSIC JAPAN（NHK総合）3月13日予定分→3月27日
- NHK歌謡コンサート（NHK総合） - 3月15日休止
- ミュージックステーション（テレビ朝日） - 3月11日休止、3月25日新規追加
- INFO H（NHK札幌放送局 / NHK総合・北海道）3月12日予定分→4月16日に放送
- サタテン（NHK名古屋放送局 / NHK総合・東海北陸）3月11日予定分→6月24日に放送

放送の長期休止・延期
- NIGHT CRUISING（テレビ大阪） - 震災直後から当面休止[258]
- 弦哲也のFTVカラオケグランプリ（福島テレビ） - 5月9日以降休止（再開未定）

#### スポーツ番組
放送日程の変更
- うまDOKI（京都放送） - 3月12日休止（開催中止のため）。
- 競馬BEAT（関西テレビ・東海テレビ） - 3月13日休止（開催中止のため）。

その他の変更
- ウイニング競馬（テレビ東京）3月12日は放送休止（開催中止のため）。3月19日 - 4月16日までの土曜日は、中山競馬場が使用できないことからスタジオから生放送の形式をとった。
- みんなのKEIBA（フジテレビ）3月13日は放送休止（開催中止のため）。3月20日 - 4月17日までの日曜日は、ウイニング競馬と同じ理由でスタジオから生放送の形式をとった。

#### ドラマ
放送日程の変更
- 連続テレビ小説（NHK総合・BS2→BSプレミアム）
  - てっぱん - 3月26日終了予定→4月2日まで延長（※終盤にNHK総合・BS2・BShiにて特殊編成を行ったため、詳細は該当項を参照）
  - おひさま - 3月28日 - 9月24日→4月4日 - 10月1日（1週遅れ）
  - カーネーション - 9月26日→10月3日に開始予定日変更（1週遅れ、27週（157回）予定→1週削減、26週（151回）に変更）
- 金9 悪党〜重犯罪捜査班（テレビ朝日・朝日放送） - 3月18日最終回予定→3月25日（1週遅れ）
- 金曜ドラマ LADY〜最後の犯罪プロファイル〜（TBS）最終回 - 3月11日→25日（2週遅れ）
- 金曜ナイトドラマ バーテンダー（テレビ朝日） - 3月25日最終回予定→4月1日（1週遅れ）
- ドラマ24（テレビ東京）
  - URAKARA - 4月2日最終回予定→4月9日（1週遅れ）
  - マジすか学園2 - 4月9日開始予定→4月16日（1週遅れ）
- 土曜ドラマ（日本テレビ）
  - デカワンコ - 3月19日最終回予定→3月26日（1週遅れ）、4月30日番外編を追加
  - 高校生レストラン - 4月23日開始予定→5月7日開始（2週遅れ、当初9〜10回予定→9回）
  - ドン★キホーテ - 7月2日前後開始予定（当初）→7月9日開始
- 日曜劇場 冬のサクラ（TBS）→3月20日に2話統合による最終回スペシャルとして放送
- ドラマチック・サンデー スクール!!（フジテレビ）→3月20日最終回スペシャルとして2話連続放送
- 日曜ナイトドラマ Dr.伊良部一郎（テレビ朝日） - 3月20日最終回予定→3月27日（1週遅れ）
- 東海テレビ制作昼の帯ドラマ
  - さくら心中 - 4月1日最終回予定→4月8日まで延長
  - 霧に棲む悪魔 - 4月4日開始予定→4月11日に開始日変更（1週遅れ）
- パナソニック ドラマシアター 水戸黄門第42部（TBS） 全22回予定→第21話（3月14日放送予定）を取り止め、予定通り3月21日（第22話）で終了（実際放送回数：全21回）。第21話は第43部の第19話として11月28日に放送された。
- 月9 大切なことはすべて君が教えてくれた（フジテレビ） - 3月21日最終回予定→3月28日（1週遅れ）
- 土曜時代劇 隠密八百八町（NHK総合）最終話 - 3月12日→19日→26日
- 土曜ドラマ（NHK総合）
  - TAROの塔 第3回・最終回 - 3月12日・19日→3月26日・4月2日（2週遅れ）
  - チャレンジド〜卒業〜 - 3月26日・4月2日→5月14日・21日に変更
- 探偵Xからの挑戦状! Season3（NHK総合） 3月22日・29日・4月5日→4月21日・28日・5月5日に変更
- タイムスクープハンター season3（NHK総合） 3月31日開始予定→5月12日開始（6週遅れ）
- 月10 鈴木先生（テレビ東京） - 4月11日開始予定→4月25日開始（2週遅れ、11〜12回予定→10回）
- ドラマ10 マドンナ・ヴェルデ〜娘のために産むこと〜（NHK総合） - 4月12日〜5月17日→4月19日〜5月24日（1週遅れ）
- 水曜ドラマ リバウンド（日本テレビ） - 4月13日開始予定→4月27日開始（2週遅れ、当初12回予定→10回）
- スーパー戦隊シリーズ（テレビ朝日）
  - 海賊戦隊ゴーカイジャー - 2012年2月上旬終了（当初、50〜52話予定）→2月19日まで延長（全51話）
  - 特命戦隊ゴーバスターズ - 2012年2月中旬開始予定（当初）→2月26日開始

放送回数の削減
- 大河ドラマ 江〜姫たちの戦国〜（NHK総合 / BS2・BShi→BSプレミアム）- 47回予定→46回（『坂の上の雲・第3部』の放送日程（12月）の都合上）。
- 仮面ライダーオーズ/OOO（テレビ朝日） - 49話予定→48話[注 56][注 57]

放送の長期休止・延期
- Friday Break ヘブンズ・フラワー The Legend of ARCANA（TBS）1月14日 - 3月25日（全11話）予定 - 3月4日を最後に休止→8月29日・9月5日・6日・12日・13日に未放送3話分を含め全話再放送（関東ローカル）[259]。
- 臨死!!江古田ちゃん（日本テレビ） - 3月15日以降休止→6月25日より放送再開、7月9日終了[注 58][260]

放送中止・打ち切り
- シアターGOLD 24 -TWENTY FOUR-ファイナルシーズン（テレビ東京） 4月開始予定→福島第一原子力発電所事故への影響を考慮し放送延期（『24 -TWENTY FOUR- シーズン5』に作品変更）→放送中止（シアターGOLD枠が9月いっぱいで廃枠のため[261]）

#### アニメ
放送日程の変更
- もし高校野球の女子マネージャーがドラッカーの『マネジメント』を読んだら（NHK総合） - 3月14日〜3月25日予定→4月25日〜5月6日（6週ずつ遅れ）
- べるぜバブ（読売テレビ） - 3月13、20日放送休止（20日は前番組『夢色パティシエール』第2話の再放送に変更）→27日より放送再開
- テレビ東京系列土曜朝のアニメ・子供向け番組ゾーン
  - SDガンダム三国伝 Brave Battle Warriors - 3月19日最終回予定→3月26日（1週遅れ）
  - おはコロ - 3月26日最終回予定→4月17日に放送（予定通り4月2日より『おはコロっす!』開始）
  - 極上!!めちゃモテ委員長 セカンドコレクション - 3月26日最終回予定→4月10日に放送（『極上!!めちゃモテ委員長 おさらいSP』として放送）
  - ジュエルペット てぃんくる☆ - 3月26日最終回予定→4月2日（1週遅れ）
  - ケロロ軍曹 - 3月26日最終回予定→4月2日（1週遅れ）
    - ケロロ軍曹乙 - 3月27日最終回予定→4月3日（1週遅れ）[注 59]

  - ジュエルペット サンシャイン - 4月2日開始予定→4月9日開始（1週遅れ）
- TBSテレビの深夜アニメ枠
  - IS 〈インフィニット・ストラトス〉 - 3月25日最終回予定→4月1日（1週遅れ）
  - 夢喰いメリー - 4月1日最終回予定 - 4月8日（1週遅れ）
- 毎日放送制作日曜夕方5時枠のアニメ
  - STAR DRIVER 輝きのタクト - 3月27日最終回予定→4月3日（1週遅れ）
  - 青の祓魔師 - 4月10日開始予定→4月17日開始（1週遅れ）

上記の最終回放送、新番組開始変更に該当しないアニメでも、『ドラえもん』（テレビ朝日、第2作第2期、3月11日放送分→同月25日）などの様に1週間〜数週間順延となったアニメがいくつかある。
放送回数の削減
- プリティーリズム・オーロラドリーム - 4月2日開始予定→4月9日開始（1週遅れ）、全54話予定→全51話。
- 緋弾のアリア、電波女と青春男 - 共に4月8日開始予定→4月15日（1週遅れ）、全13話予定→全12話。
- ドラゴンボール改（フジテレビ、第1期） 全98話予定→全97話（3月27日終了）[注 60]。※地上波未放送となった第98話（3月27日予定）は遅れネットの地域およびCSフジテレビTWOでの再放送にて放送。
- スイートプリキュア♪（朝日放送） - 全49話予定→全48話[注 61]。

放送の長期休止・延期
- 魔法少女まどか☆マギカ（毎日放送・TBS） 3月11日以降休止→4月21日放送再開、即日終了（最終話まで一挙放送のため）

放送中止・打ち切り
- テレパシー少女 蘭（NHK Eテレ：再放送） 3月7日の第23話をもって打ち切り。

#### ラジオ番組
放送中止・打ち切り
- 優香 明日へSwitch!（TBSラジオ） 3月31日打ち切り（東京電力一社提供のため）
- 今夜も大入り!渋谷・極楽亭（NHKラジオ第1放送） 2月26日放送で打ち切り[注 62]
- 出発!"全線開業"九州新幹線「青森から鹿児島までつながる日」（NHKラジオ第1放送） 3月12日10:05-11:55まで九州・沖縄地方向け、13:05-14:55まで全国放送予定→震災報道への差し替えと、開業イベントが大幅に中止や規模縮小となったため放送休止（代替なし）
- 気になる科学 ラボラジオ〜身近な科学を分かりやすく解説〜（NHKラジオ第1放送） 3月12日15:05-16:55→震災報道への差し替えにより放送休止（代替なし。この番組は同4月30日から最終土曜日に放送する「みんなで科学ラボラジオ」のパイロット版とする予定だった）

延期
- 「エレうた! ver0.1」（NHKラジオ第1放送 3月21日→3月26日に延期）[注 62]

## 放送内容・タイトルなどの変更
（主要なもののみ掲載）
- 3月16日 - そうだったのか!池上彰の学べるニュース3時間スペシャル（テレビ朝日） - 緊急生放送に変更。
- 3月17日 - 秘密のケンミンSHOW（読売テレビ） - 当初予定を変更、過去の放送分（東北6県の出身芸能人が出演しておらず、西日本を中心に扱った回）を放送した。ただし東北ではニュースに差し替えて放送し、当該の放送をすることはなかった。
- 3月17・24日 - ポケットモンスター ベストウイッシュ（テレビ東京） - 当初予定回から別の回に変更（こちらを参照されたい。）
- 3月18・25日 - ミュージックステーション（テレビ朝日） - 放送内容・曲目など変更、アーティストによるメッセージを挿入。KARAが出演を取り止めた。
- 3月19日 - SmaSTATION!!（同）- 当初予定から震災関連の特集に変更。
- 3月21日
  - 発表!Nコン2011課題曲（NHK教育）- 公開収録を中止し、VTR+スタジオ収録で構成された。
  - action! 日本を動かすプロジェクト2011（日本テレビ） - 当初の予定を変更し、震災関連特集を中心に構成された。
  - SMAP×SMAP（フジテレビ・関西テレビ）- 緊急生放送に変更
- 3月21・22日 - ちい散歩（テレビ朝日） - 当初予定の内容（茨城県の回）を差し替え、過去のアンコール放送に変更[注 63]（その他はこちらを参照されたい。）
- 3月23日 - 歴代トップアーティスト大集合!1位をとったアノ歌コンサート（日本テレビ） - 公開収録を中止、スタジオ収録に変更
- 3月26日 - 板尾ロマン ルミネライブ復活スペシャル（テレビ東京） - タイトルおよび内容変更（こちらを参照されたい。）
- 3月28日 - HEY!HEY!HEY!春爛漫!豪華名曲スペシャル!（フジテレビ） - 当初予定の3時間から2時間に短縮、タイトル及び内容の一部変更[注 64]。
- 3月29日 - 教えてMr.ニュース 池上彰のそうなんだニッポン（同） - 番組の一部を生放送に変更。
- 4月2日 - デジタルプレミアムライブ 〜がんばろう東北・がんばろう関東〜（NHK BSプレミアム）- タイトル変更、また第2部を非公開に変更。
- 4月9日 - オールスター感謝祭'11 20周年超豪華版SP（TBS） - タイトルおよび企画、賞金取り扱いなどに若干変更。
- 4月11日 - 月曜プレミア! 爆笑Pシアター (超)スゴ映像77連発!（テレビ東京） - タイトル変更（通常は『仰天パニックシアター』）
- 4月13日開始 - 爆問パワフルフェイス!（TBS） - タイトル変更（旧番組名『爆問パニックフェイス!』）※9月14日番組終了
- 4月16日 - マイケル・サンデル 究極の選択 「大震災特別講義 〜私たちはどう生きるべきか〜」（NHK総合） - テーマを一般的な哲学に関するものから震災に関連したテーマに変更
- 5月16日 - 月曜プレミア! 仰天Pシアター 仰天!決定的瞬間77連発（テレビ東京） - タイトル変更（通常は『仰天パニックシアター』）
- 5月22日 - NHKのど自慢（同） - 宮城県岩沼市での公開生放送が中止のため、東京都八王子市（4月10日、オリンパスホール八王子で収録）に変更。
- 7月6日開始 - 宝探しアドベンチャー 謎解きバトルTORE!（日本テレビ） - 企画変更（前番組『密室謎解きバラエティー 脱出ゲームDERO!』より改題、リニューアル）[注 65]
- 11月24日 - ベストヒット歌謡祭2011（読売テレビ） - 賞選定取りやめ、歌謡ショー形式に変更。